# اغتيال الشيخ مجيب الرحمن

شيخ مجيب الرحمن وزوجته شيخة فضيلة النساء مجيب، عام 1955

اغتيل شيخ مجيب الرحمن، أول رئيس لبنغلاديش، مع معظم أفراد عائلته في الساعات الأولى من صباح 15 أغسطس 1975 على يد مجموعة من أفراد جيش بنغلاديش الذين غزوا مقر إقامته كجزء من انقلاب. تولى وزير التجارة، خندكر مشتاق أحمد، السلطة على الفور وأعلن نفسه رئيسًا لحكومة مؤقتة من 15 أغسطس إلى 6 نوفمبر 1975؛ وخلفه بدوره رئيس القضاة أبو سادات محمد صائم. كان الاغتيال بمثابة أول تدخل عسكري مباشر في الإدارة المدنية في بنغلاديش. وصف لورانس ليفشولتز هذا الحادث بأنه نتيجة للحرب الباردة بين باكستان الخاضعة لتأثير الولايات المتحدة والهند الخاضعة لتأثير الاتحاد السوفيتي. يُحتفل سنويًا بيوم 15 أغسطس باعتباره يوم الحداد الوطني، وهو يوم تذكاري في بنغلاديش.

## الخلفية

### رئاسة مجيب

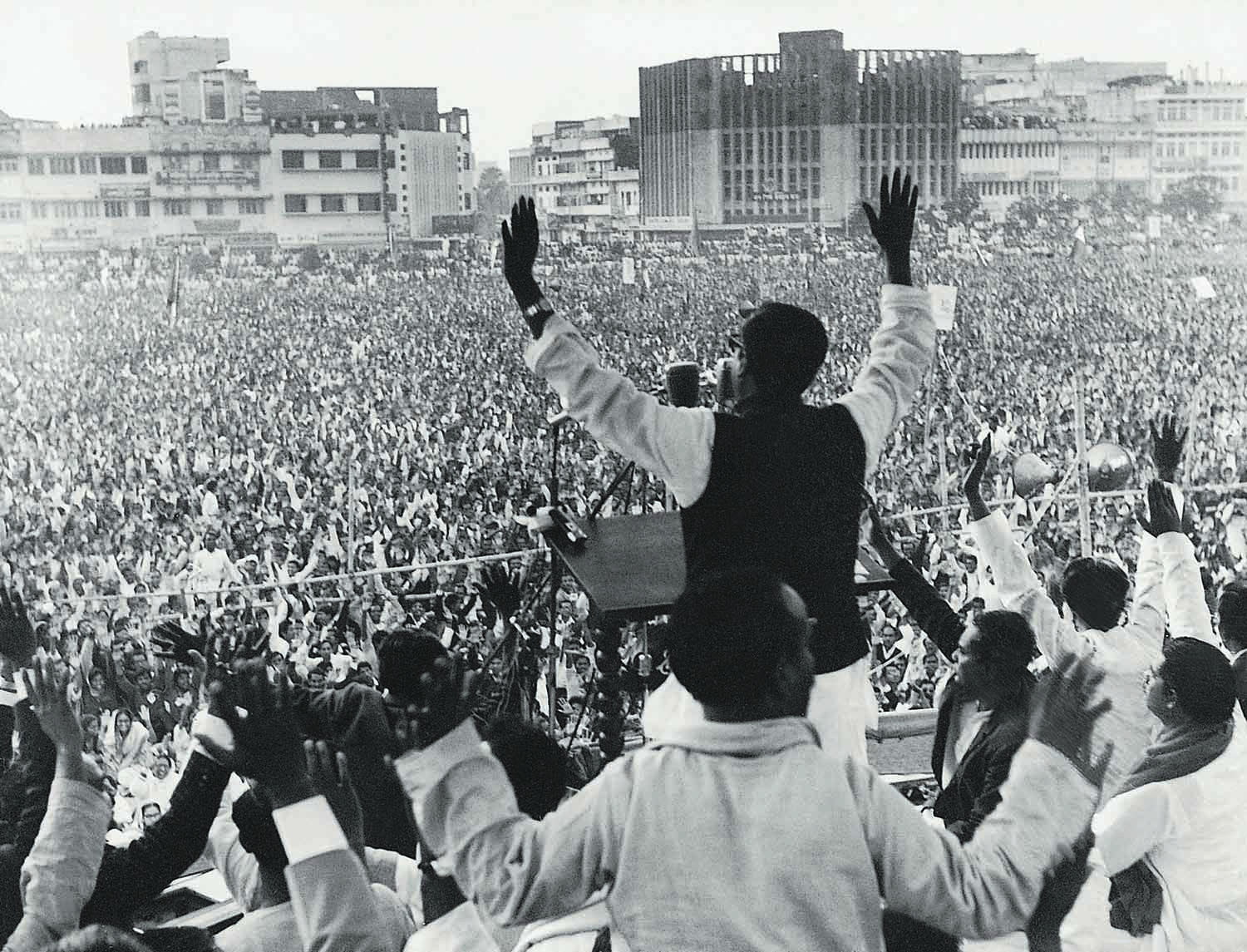
اجتماع شيخ مجيب الرحمن في دكا في الانتخابات العامة الباكستانية عام 1970

في الانتخابات العامة الباكستانية عام 1970، فاز حزب شيخ مجيب، رابطة عوامي (المعروفة سابقًا باسم رابطة عوامي الإسلامية)، بأغلبية المقاعد في المجلس الوطني الباكستاني. فازوا بـ 160 من أصل 162 مقعدًا عامًا وجميع المقاعد السبعة للنساء في شرق باكستان، والتي أصبحت فيما بعد بنغلاديش بعد انفصالها عن غرب باكستان. وعلى الرغم من تأخير الحكومة العسكرية الباكستانية لتسليم السلطة، فقد أصبح مجيب رئيسًا فعليًا للحكومة في شرق باكستان بحلول شهر مارس. في بداية حرب الاستقلال البنغلاديشية عام 1971، تم وضعه تحت الإقامة الجبرية من قبل الجنود الباكستانيين في منتصف ليل 25 مارس بعد إعلان استقلال بنغلاديش مباشرة. في 10 أبريل من ذلك العام، تم تأسيس الحكومة المؤقتة للتمرد البنغلاديشي، والمعروفة شعبياً باسم حكومة مجيب نجار، مع مجيب كرئيس لها وزعيم للقوات المسلحة البنغلاديشية. بعد هزيمة القوات الباكستانية في 16 ديسمبر 1971، أُطلق سراح شيخ مجيب الرحمن من الحجز الباكستاني في لندن في 22 ديسمبر 1971، حيث سافر جواً إلى الهند، ثم إلى بنغلاديش. قاد مجيب الحكومة كرئيس وزراء لبنغلاديش لمدة ثلاث سنوات بعد حصول بنغلاديش على الاستقلال.

### جاتيا راخي باهيني جدل وغضب في الجيش
كانت جاتيا راكي باهيني (جيه آر بي) ميليشيا مثيرة للجدل شكلها شيخ مجيب الرحمن وموالية له شخصيًا. وعلى الرغم من أنها تأسست في الأصل كوكالة لإنفاذ القانون للحفاظ على الأمن الداخلي، فقد أصبحت قوة مسلحة وطنية ثانية وعملت كقوة مهام سياسية لرابطة عوامي. ونتيجة لذلك، لم تجد سوى القليل من الدعم بين المنظمات العسكرية التقليدية مثل موكتي باهيني. قامت قواتها التي يبلغ عددها 30 ألف جندي بترهيب وتعذيب معارضي رابطة عوامي بطرق مختلفة. وقد نما استياء الجيش من مستوى التمويل الذي تلقته راكي باهيني من حكومة مجيب، حيث تم تخفيض تمويلها الخاص إلى 13% في ميزانية 1975–1976، وهو انخفاض كبير عن 50–60% التي تمتعت بها خلال فترة باكستان.

### اتهامات بالمحسوبية والفساد داخل عائلة مجيب
كان شيخ فضل الحق ماني، وهو سياسي وأحد أبناء أخ مجيب، قد حصل على مناصب مربحة في الحكومة التي شكلها شيخ مجيب الرحمن. وعندما تم حظر التجارة الخاصة مع الهند بسبب التضخم البطيء، انخرط فضل الحق فيها بنشاط بمباركة مجيب الرحمن. وقد اعتُبر هذا بمثابة محاولة من مجيب الرحمن لتشكيل سلالة.
في أواخر عام 1973، تورط شيخ كمال في تبادل لإطلاق النار أصيب فيه بطلقات نارية. وقد وردت ادعاءات عديدة حول كيفية وقوع تبادل إطلاق النار. ويزعم كثيرون أنه حدث أثناء محاولة سرقة بنك من قبل شيخ كمال وأصدقائه. ومع ذلك، زعم لواء متقاعد من جيش بنغلاديش أن الأمر كان في الواقع حالة نيران صديقة. وفي أواخر عام 1973، تلقت قوات الأمن البنغلاديشية معلومات استخباراتية تفيد بأن الناشط الثوري اليساري سراج سيكدر ومتمرديه كانوا يعتزمون شن هجمات منسقة حول دكا. وكانت الشرطة وضباط الأمن الآخرين في حالة تأهب قصوى ويقومون بدوريات في شوارع دكا بملابس مدنية. وكان شيخ كمال وأصدقاؤه مسلحين ويقومون أيضًا بدوريات في المدينة في حافلة صغيرة بحثًا عن سراج سيكدار. وعندما وصلت الحافلة الصغيرة إلى دانموندي، أخطأت الشرطة في اعتبار شيخ كمال وأصدقائه متمردين وفتحت النار عليهم، مما أدى إلى إصابة شيخ كمال. ومع ذلك، يُزعم أيضًا أن شيخ كمال وأصدقائه كانوا في دهانموندي لتجربة قيادة سيارة جديدة اشتراها صديقه إقبال حسن محمود توكو مؤخرًا. ولأن دكا كانت تحت دوريات شرطة مكثفة، فتحت قوات الشرطة الخاصة بقيادة قائد شرطة المدينة آنذاك محمد الدين بير بيكروم النار على السيارة معتقدة أن الركاب كانوا من الأشرار.
ذكر أحد إصدارات عام 1976 من الكتاب السنوي لآسيا، «كان سرًا مكشوفًا–أن شقيق مجيب، شيخ نذير، كان يُزعم أنه احتكر التهريب في الجنوب الشرقي؛ وأن زوجته حصلت على حصة في التعاقد على مشاريع البنك الدولي؛ وأن ابنه، شيخ كمال، كان متورطًا في أعمال البلطجة؛ وأن ابن أخيه، شيخ موني، كان يجمع السلطة والثروة بسرعة». قال عبد الواحد تالوكدر، في كتابه «غونوتونتر أونيشاي بنغلاديش» (গণতন্ত্রের অন্বেষায় বাংলাদেশ، بنغلاديش في بحثها عن الديمقراطية)، في إصدار عام 1976 من الكتاب السنوي لآسيا،
كما نشروا شائعات بأن الشيخ كمال قد تعرض لإطلاق نار أثناء سرقته لبنك بنغلاديش. ولكن خزينة بنك بنغلاديش كانت تحت حراسة مئات من رجال الشرطة، وكانت هذه الخزينة آمنة للغاية بحيث لا يمكن تدميرها بدون ديناميت.
يقول ماركوس ف. فراندا في كتابه «بنغلاديش: العقد الأول»:
كما تلطخت سمعة شهيد إسلام في بنغلاديش بسبب الشائعات المستمرة التي تتحدث عن تورطه بشكل وثيق في عملية سطو على بنك وفضيحة في عام 1972 وفي اغتيال سبعة طلاب من جامعة دكا في عام 1974.
يقول س. ر. ميرزا في كتابه «محادثات بعد حرب التحرير»:
«سأتحدث أكثر عن هذا. في عام 1975، جاءني أحد المقاتلين من أجل الحرية. قال لي المقاتل: يا سيدي، اعتاد بانجاباندو أن يقول: لا تنفق المال، وتزوج وأكاليل الزهور. لكنه هو نفسه يزوج أبنائه وهم يرتدون التيجان الذهبية، ويُعرض ذلك على شاشة التلفزيون. إن التناقض بين هذين المعيارين والكلمات ـ لن يقبله الناس». ثم جاء صديق لي، لن أذكر اسمه، وكان مقرباً جداً من السيد الشيخ، وكان يزور منزل السيد الشيخ من وقت لآخر ويلتقي به، وكان يعمل في شركة نفط، وبعد الاستقلال سمعنا أن الشيخ كمال أصيب برصاصة أثناء سطوه على أحد البنوك. وفي أثناء وجوده في المستشفى، قال الرجل: «ذهبت بعد ذلك إلى منزل بانجاباندو، وفي الظهيرة، كان الشيخ مجيب وأفراد آخرون من أسرته يتناولون الطعام في غرفة الطعام. وبينما كنت أذهب، سمعت الشيخ صاحب يقول: "عندما يبدأ الناس في ضربك، فماذا سأفعل! لا أدري». ومن هنا، فمن السهل أن نتصور أن هناك مشكلة في القيادة.

### التمرد اليساري
يُعتقد على نطاق واسع أن التمرد اليساري من عام 1972 إلى عام 1975 مسؤول عن خلق الظروف التي أدت إلى الاغتيال. في عام 1972، تأسست مجموعة يسارية تسمى جاتيا ساماجتانتريك دال (JSD) من انقسام في رابطة بنغلاديش تشاترا، الجناح الطلابي لرابطة عوامي في بنغلاديش. بدأت جاتيا ساماجتانتريك دال، من خلال جناحها المسلح جونوباهيني بقيادة العقيد أبو طاهر والسياسي حسن الحق إينو، مذبحة سياسية لأنصار الحكومة وأعضاء رابطة عوامي والشرطة. ساهمت حملتهم في انهيار القانون والنظام في البلاد ومهدت الطريق لاغتيال مجيب. شغل حسن الحق إينو لاحقًا منصب وزير الإعلام في حكومتي شيخة حسينة الثانية والثالثة.

### صراع الدليم–مصطفى
في عام 1974، اختطف غازي غلام مصطفى الرائد شريف الحق داليم وزوجته من نادي دكا للسيدات بعد مشادة أثناء حفل زفاف ابن عم داليم. وكان صهر داليم الوحيد بابي (شقيق زوجته نيمي) يحضر الحفل من كندا. احتل ابن مصطفى الكرسي في الصف خلف بابي وسحب شعر بابي من الخلف. وبخ بابي الصبي على سلوكه وأخبره ألا يجلس في الصف خلفه بعد الآن. اختطف أبناء مصطفى (الذين كانوا أصدقاء مقربين للشيخ كمال) وبعض الشركاء داليم ونيمي ووالدة العريس واثنين من أصدقاء داليم (كلاهما من المقاتلين البارزين من أجل الحرية) بالقوة في حافلات صغيرة مملوكة للهلال الأحمر. كان مصطفى يأخذهم إلى مقر راخي باهيني لكنه أخذهم لاحقًا إلى مقر شيخ مجيب الرحمن. توسط مجيب في التوصل إلى حل وسط بينهما وجعل مصطفى يعتذر لنيمي. وعندما انتشرت أنباء الاختطاف، نهبت فرقة رماة البنغال الأولى منزل مصطفى وأسرت عائلته بأكملها. كما أقاموا نقاط تفتيش في جميع أنحاء المدينة بحثًا عن الرائد داليم والمختطفين. وفقد بعض الضباط وظائفهم نتيجة لذلك. وكان الضباط المتورطون، بمن فيهم شريف الحق داليم، من بين منظمي الانقلاب في 15 أغسطس 1975 واغتيال شيخ مجيب.

### صعود ووفاة سراج سيكدر
كان سراج سيكدار زعيمًا معاصرًا للماويين البنغلاديشيين في نظام مجيب. ولد عام 1944، وحصل على شهادة في الهندسة من جامعة شرق باكستان للهندسة والتكنولوجيا (جامعة بنغلاديش للهندسة والتكنولوجيا [الإنجليزية] حاليًا) في عام 1967. بينما كان طالبًا أصبح عضوًا في اتحاد طلاب شرق باكستان. في عام 1967، انتُخب نائبًا لرئيس اللجنة المركزية لاتحاد الطلاب وفي وقت لاحق من ذلك العام انضم إلى قسم ج و ب التابع للحكومة كمهندس. ترك وظيفته لاحقًا لبدء شركة هندسية خاصة. في 8 يناير 1968، شكل سيكدر مع نشطاء من ذوي التفكير المماثل منظمة سرية تسمى بوربا بانغلا سراميك أندولون (حركة عمال شرق البنغال إي بي دبليو إم) بهدف قيادة النضال ضد التعديلية للمنظمات «الشيوعية» القائمة وتشكيل حزب شيوعي ثوري. وقد طرحت هذه المبادرة أطروحة مفادها أن البنغال الشرقية هي مستعمرة باكستانية وأن التناقض الرئيسي في المجتمع هو بين البرجوازية البيروقراطية والإقطاعيين في باكستان من ناحية، وشعب البنغال الشرقية من ناحية أخرى. ولا يمكن أن يقود المجتمع نحو الاشتراكية والشيوعية إلا من خلال النضال من أجل الاستقلال لتشكيل جمهورية البنغال الشرقية الشعبية «المستقلة والديمقراطية والمسالمة وغير المنحازة والتقدمية»، الخالية أيضًا من قمع الإمبريالية الأمريكية والإمبريالية الاجتماعية السوفييتية والتوسع الهندي. وفي أواخر عام 1968، ترك سيكدر وظيفته لإنشاء مركز أبحاث ماو تسي تونغ في دكا، لكن الحكومة الباكستانية أغلقته لاحقًا. وأصبح سيكدر محاضرًا في كلية التدريب الفني في دكا. في غضون ذلك، في منطقة قاعدة محررة تسمى بيراباجان في بهيمرولي في منطقة جالوكاتي في الجزء الجنوبي من البلاد، أسس سيكدر في 3 يونيو 1971 حزبًا جديدًا يسمى حزب بوربا بانجلار ساربهارا (حزب البروليتاريا في شرق البنغال) بأيديولوجية الماركسية وفكر ماو تسي تونغ (وليس «الماوية»، خلال الستينيات، اعتاد أتباع الخط الماوي تحديد أيديولوجيتهم على أنها الماركسية اللينينية وفكر ماو تسي تونغ). في بداية الحرب، ذهب إلى باريسال وأعلن أنها مساحة معيشية حرة وجعلها قاعدته محاولًا بدء ثورته في أماكن أخرى. بعد استقلال بنغلاديش، انقلب على حكومة شيخ مجيب. في أبريل 1973، شكل جبهة بوربا بانجلار جاتيا موكتي (جبهة التحرير الوطني لشرق البنغال) وأعلن الحرب على حكومة بنغلاديش. تحت قيادته، نفذ حزب ساربهارا هجمات ضد المقرضين وأصحاب العقارات. في عام 1975، ألقت قوة استخبارات الحكومة القبض على سيكدر في هالي شاهار في جاتجام. قُتل في حجز الشرطة في 3 يناير 1975 في طريقه من مطار دكا إلى معسكر راكي باهيني في سافار. روى أنتوني ماسكارينهاس في كتابه «بنغلاديش: إرث من الدماء [الإنجليزية]» أن شقيقة سراج، شميم سيكدر، ألقت باللوم على مجيب في مقتل شقيقها.

### مجاعة 1974
منذ الاستقلال، بدأت احتمالات المجاعة تظهر في بنغلاديش. أدت الإدارة الفاسدة، وتفاقم حالة الفيضانات، والفشل في التعامل مع أزمة الغذاء إلى المجاعة في شمال البنغال في عام 1974. ويُزعم أن عدد القتلى بسبب المجاعة يتراوح بين 27،000 و15 لكح أو ما يقرب من 300،000 إلى 4،500،000 (أو 1 إلى 1.5 مليون).
وبحسب العديد من المحللين فإن المجاعة قللت من شعبية حكومة مجيب وساهمت في ظروف اغتياله.

### الفساد والخلل والباكسال
في وقت لاحق، نصب شيخ مجيب نفسه رئيسًا لبنغلاديش وأنشأ حكومة وحدة وطنية، رابطة بنغلاديش كريشاك سراميك عوامي (بي إيه كي إس إيه إل)، في 7 يونيو 1975 من خلال حظر جميع الأحزاب السياسية والصحافة المستقلة. أطلق مجيب على الإصلاح اسم الثورة الثانية. على الرغم من أن بي إيه كي إس إيه إل كان يهدف إلى تحقيق الاستقرار في بنغلاديش والحفاظ على القانون والنظام، إلا أنه ولّد العداء بين البيروقراطية والجيش والمجتمع المدني. تحدت جماعات المعارضة، وكذلك بعض أنصار مجيب، دولة مجيب الاستبدادية ذات الحزب الواحد. تميزت فترة حكم بي إيه كي إس إيه إل ذات الحزب الواحد بالرقابة الواسعة النطاق وإساءة استخدام القضاء، فضلاً عن المعارضة من عامة الناس والمثقفين وجميع المجموعات السياسية الأخرى. فشل تأميم الصناعة في تحقيق أي تقدم ملموس. لم تكن الحكومة ضعيفة ولا أهداف واضحة فحسب، بل كانت البلاد أيضًا مفلسة تقريبًا. في عام 1974، كتب الصحفي لورانس ليفشولتز في مجلة فار إيسترن إيكونوميك ريفيو أن «الفساد والممارسات غير السليمة ونهب الثروة الوطنية» في بنغلاديش كانت «غير مسبوقة».

### التحيز الحزبي ضد قضية الاغتصاب والقتل
كان الجيش غير راضٍ بالفعل عن شيخ مجيب لأنه تهميشهم لصالح جيش الرب. ومع ذلك، في كتابه بنغلاديش: إرث من الدماء، ذكر أنتوني ماسكارينهاس عاملًا محددًا وراء الصرخة النهائية باعتباره مؤثرًا: استولى موزامل، وهو زعيم شباب رابطة عوامي المعاصر من تونغي ورئيس رابطة عوامي تونغي، على سيارة ربة منزل متزوجة حديثًا، وقتل سائقها وزوجها، واختطفها واغتصبها جماعيًا وبعد ثلاثة أيام، تم العثور على جثتها في الطريق بالقرب من جسر تونغي. تم القبض على موزامل من قبل قائد سرب من فرقة بنغال لانسر يدعى الرائد ناصر وتم تسليمه للشرطة، لكن الشرطة أطلقت سراحه على الفور. تم إطلاق سراحه من عقوبة تلك الجريمة بتدخل شيخ مجيب. زاد هذا الحادث من استياء الجيش من شيخ مجيب، وخاصة الرائد فاروق، وكان بمثابة أحد التأثيرات البارزة في اللحظة الأخيرة وراء اغتياله.

## المؤامرة

### المتآمرون
خطط الرائد سيد فاروق رحمن وخانداكر عبد الرشيد وشريف الحق داليم ومحي الدين أحمد وراشد شودري، إلى جانب إيه كيه إم محي الدين أحمد وبزلول الهدى ونور شودري (ثلاثة رائدات في جيش بنغلاديش)، للإطاحة بالحكومة وإنشاء حكومة عسكرية خاصة بهم. كانوا في السابق جزءًا من المعارضة لبي إيه كي إس إيه إل ونظروا إلى الحكومة على أنها خاضعة للهند وتشكل تهديدًا للجيش البنغلاديشي. وفقًا لأنتوني ماسكارينهاس، عرض فاروق على الرائد ضياء الرحمن بشكل غير مباشر المشاركة في الخطة وحاول إقناعه، لكن ضياء تجنب الأمر بذكاء. وفقًا لفاروق، فإن لفتة ضياء تعني: «أنا ضابط كبير. لا يمكنني التورط في مثل هذه الأشياء. إذا كنتم أيها الضباط الصغار تريدون القيام بذلك، فافعلوا ذلك». ومع ذلك، قالت زوجة المقدم خانداكر عبد الرشيد والمتهمة جوبيدا رشيد في شهادتها، «لقد حدثت انتقادات بين ضباط الجيش لتوفير المزيد من التسهيلات من خلال تشكيل راخي باهيني إلى جانب الجيش. أسمع هذه الأشياء من فاروق. كان الرائد فاروق على اتصال بالجنرال ضياء منذ الطفولة. كان أحد معارف ضياء السابقين. اعتاد فاروق التجول بمفرده حول منزل شيخ مجيب في منطقة دانموندي في منتصف الليل مرتديًا قميصًا كاكيًا ولونجي ويضع خطة لاغتيال شيخ مجيب من خلال مراقبة كل شيء. في إحدى الليالي عاد الرائد فاروق من منزل ضياء وأخبر زوجي أن ضياء يريد أن يكون رئيسًا إذا تغيرت الحكومة.» قال ضياء، «إنه نجاح أن تأتي إلي. «إذا كان الأمر فاشلاً فلا تشركني. ليس من الممكن تغيير الحكومة بإبقاء شيخ مجيب على قيد الحياة». شهد اللواء (المتقاعد) محمد خليل الرحمن (مدير حرس الحدود آنذاك) قائلاً: «لقد انقسم بعض ضباط الجيش لأن الجنرال صفي الله لم يُعيَّن قائدًا للجيش على الرغم من كونه كبيرًا على أساس رقم الجنرال ضياء. لقد سمعت أن الجنرال ضياء سيتقاعد من الجيش ويُرسل إلى الخارج كسفير». في مرحلة ما بعد أداء مجلس الوزراء لليمين، قدمني الرائد رشيد إلى زوجته. اعتقدت أن الرائد رشيد كان فخوراً بعض الشيء وقال: «إنها زوجتي. زوجتي هي العقل المدبر وراء ما فعلناه». نظر القتلة في الأسباب المحتملة للفشل، وفي الفترة التي تلت اغتيال مجيب، قرروا استخدام شخص متعاطف من رابطة عوامي التابعة لمجيب وشخص يمكن إزالته في الوقت المناسب إذا رغبوا في ذلك، من أجل كبح التدخل الهندي المحتمل، والمعارضة المسلحة الانتقامية لرابطة عوامي، والتعسف المتزايد المحتمل من جانب رابطة عوامي والسيطرة مؤقتًا على الموقف. بعد بعض الوقت من البحث، وافق وزير في مجلس الوزراء من رابطة عوامي في حكومة مجيب، خونداكر مصطفي أحمد، على تولي الرئاسة. اعتبر مصطفي أيضًا مجيب «أميًا» وكان معروفًا بغيرته من شعبية مجيب. يُزعم أن رئيس أركان الجيش، اللواء كازي محمد شفيع الله، والمديرية العامة لاستخبارات القوات، نائب المارشال الجوي أمين إسلام خان، كانا على علم بالمؤامرة. أخبر الرائد فاروق أنتوني ماسكارينهاس أنه نفذ عملية الاغتيال بناءً على توجيهات أندا حافظ، وهو قديس أعمى من شيتاغونغ كان معروفًا بامتلاكه قوى خارقة للطبيعة وساعدته زوجته فريدة في التواصل مع القديس. أخبره القديس الملقب بـ«بير» بتنفيذ عملية القتل لصالح إسلام، ونصحه بالتخلي عن المصالح الشخصية وتنفيذ عملية القتل في الوقت المناسب. ومع ذلك، نفى أندا حافظ هذا الادعاء لاحقًا في مقابلة مع أسبوعية بيشينتا.

### الاتصالات الدولية
ومع ذلك، يرسم الصحفي لورانس ليفشولتز صورة بديلة للمؤامرة، والتي تورط فيها مصطفي ووكالة الاستخبارات المركزية الأمريكية (CIA). وادعى أن «رئيس محطة وكالة الاستخبارات المركزية في دكا، فيليب شيري، كان متورطًا بنشاط في قتل ما يسمى «والد الأمة—بانجاباندو شيخ مجيب الرحمن». ومع ذلك، اعتمدت ادعاءاته إلى حد كبير على شهادة رجل أعمال مجهول واحد. وفقًا لوثائق أمريكية، في عام 1972، قدم العقيد فاروق سراً عرضًا لشراء أسلحة من السفارة الأمريكية.

## تحذيرات من المخابرات
تم تحذير مجيب من قبل العديد من الجهات بما في ذلك الاستخبارات الهندية والأمريكية بشأن الانقلاب المحتمل.

### الاستخبارات الهندية
في عام 1975، كان راميشوار ناث كاو مسؤولاً عن جناح البحث والتحليل (R) في جهاز الاستخبارات الهندي. وفي عام 1989، في مقال نُشر في الفترة من 23 إلى 29 أبريل في الأسبوعية الإنجليزية صنداي التابعة لمجموعة ABP الهندية، أثناء الرد على ادعاء أشار إليه،
لقد تلقينا بالفعل هذه المعلومات التي تفيد بأن مجموعة من الأعضاء الساخطين في جيش بنغلاديش كانوا يخططون لاغتيال الشيخ مجيب الرحمن. تحدثت شخصيًا مع رئيسة الوزراء أنديرا غاندي بشأن هذه المسألة. كما أخبرتها أن الأخبار وصلت إلينا بحذر شديد. يجب أن تظل هوية الشخص الذي نقل هذه الأخبار سرية بأي ثمن. ذهبت إلى دكا في ديسمبر 1974 بإذن من إنديرا غاندي. في إحدى نقاط لقائي الأخير بالشيخ مجيب الرحمن، طلبت منه أن يمنحني بعض الوقت بمفرده في حديقة بانجابان. هناك أخبرته بالمعلومات التي عرفناها عن تهديده بالقتل. لوح بيده وقال: «إنهم مثل ابني، لن يؤذوني».
في مارس 1975، أرسل كاو مرة أخرى ضابطًا كبيرًا من «جهاز الاستخبارات الخارجية» إلى بانجاباندو. كتب كاو: «التقى بشيخ مجيب. وأُبلغ أن وحدات المشاة والفرسان التابعة لجيش بنغلاديش كانت تخطط لاغتياله. ولكن للأسف تجاهل شيخ مجيب كل التحذيرات».

### الاستخبارات الامريكية
في عام 1975، عمل ستيفن إيزنبراون في وزارة الخارجية الأمريكية. وادعى أنه في أواخر يوليو أو أوائل أغسطس 1975، تم إرسال السفير الأمريكي آنذاك ديفيس يوجين بوستر إلى شيخ مجيب لتحذيره. كما ادعى أنه مقارنة برئيس الدولة، كان نظام الأمن الخاص ببانجاباندو شيخ مجيب الرحمن بسيطًا للغاية. اعتادت سيارته التوقف عند إشارة المرور. كان يُرى أحيانًا وهو يقرأ صحيفة ونافذة السيارة مفتوحة.

### كندا
ذهب نائب الأمين العام آنذاك والأمين العام المشترك لغانابهابان مانووارول إسلام إلى العاصمة الكندية أوتاوا كممثل لبنغلاديش في اجتماع الكومنولث في أوائل عام 1975. كما حذره رئيس الوزراء الكندي آنذاك بيير ترودو من هذا الأمر. عندما أبلغ مانووارول إسلام مجيب بهذا الأمر، قال مجيب: «سيبتعد شيخ مجيب عن الناس تحت حراسة الجنود والشرطة خوفًا على حياته، حيث لن يجرؤ أحد على المجيء، لا أريد مثل هذه الحياة».

### الآخرين
كتب وزير الخارجية آنذاك فخر الدين أحمد، «قبل أسبوعين من 15 أغسطس، أبلغته (مجيب) بمقال خاص نُشر في السويد. كان هناك ذكر للاستياء في الجيش وخطط لانقلاب عسكري. لم ينتبه إلى كلماتي. قال إنه سيتصل بقائد الجيش صفي الله ويطلب منه النظر في الأمر». بصفته رئيسًا، لم يبق في بانجابهابان بل بقي في منزله غير المحروس في 32 دانموندي.

## محاولة الاغتيال في 21 مايو 1975
وقعت محاولة فاشلة لاغتيال مجيب في 21 مايو 1975 خلال ساعات المساء. جرت المحاولة عندما كان مجيب عائداً إلى مقر إقامته في دانموندي بعد زيارة محطة تلفزيونية جديدة على مشارف دكا في رامبورا. ووفقًا لروايات الصحفيين والشرطة، تم استخدام القنابل اليدوية في هذه المحاولة. وعلى الرغم من أن مجيب لم يصب بأذى، فقد أصيب شخصان مجهولان في الهجوم. وأكد نائب مدير الشرطة المكلف بأمن الرئيس مجيب ذلك للمساعد السياسي الذي يعمل في السفارة الأمريكية في دكا. وبصرف النظر عن هذا، أبلغ بعض الصحفيين أيضًا ضابط المعلومات في السفارة. ومع ذلك، فإن قرار الدولة لم يجعل الناس يعرفون عن هذا الحادث. وأرسلت مديرية المعلومات تعليمات صارمة إلى الصحف بعدم نشر الأخبار.
قبل ذلك، في 16 مارس، اليوم السابق لعيد ميلاد مجيب، وقعت هجمات بالقنابل في ثلاثة أماكن في دكا. قُتل شخص واحد وجُرح أربعة آخرون في هجوم على بار فندق إنتركونتيننتال. وأصيب ثلاثة أشخاص في الهجوم في دكا نيوماركت. وأصيب ما مجموعه 12 شخصًا في 3 حوادث. وقد خرجوا جميعًا من المستشفى بعد العلاج الأولي. وعلى الرغم من أن الهجمات كانت معزولة، إلا أن السفارة الأمريكية في دكا اعتبرتها بمثابة بروفة للهجوم على مجيب.[1] وقد سمع أنه في 26 مارس، تآمر الرائد سيد فاروق رحمن لمهاجمة مجيب في اجتماعه العام في سهروردي أوديان بمناسبة يوم استقلال بنغلاديش، لكنه لم يتمكن من اتخاذ أي مبادرة بسبب التدابير الاحترازية. وعندما أُبلغ مجيب بالأمر، أجاب: «أعرف كل شيء عن هذا». ومع ذلك، لا يمكن العثور على أي رواية أو سجلات للتحقيقات أو الاعتقالات التي أجريت.

## الاغتيال

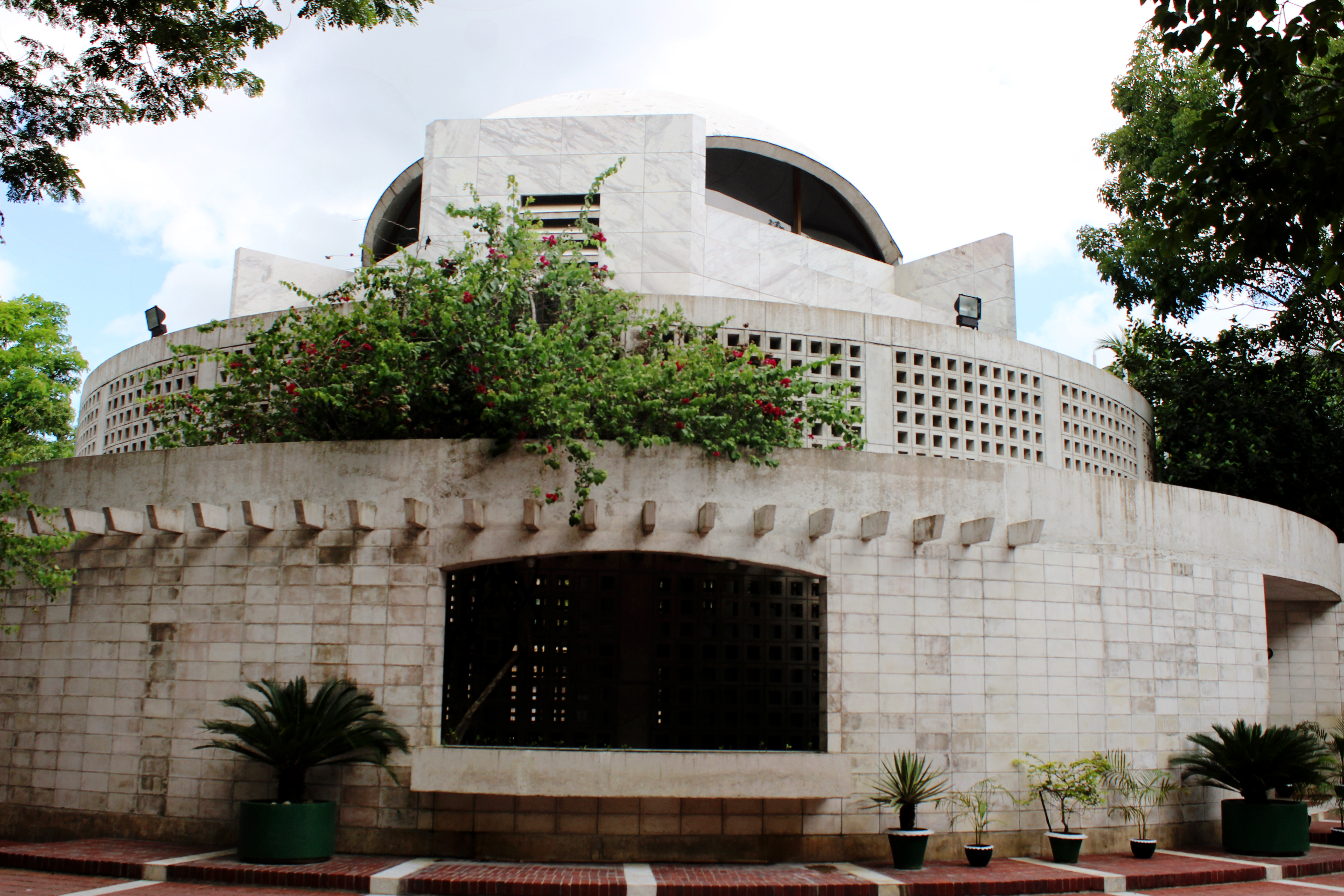
قبر شيخ مجيب الرحمن

في الساعات الأولى من صباح يوم الجمعة 15 أغسطس 1975، انقسم المتآمرون إلى أربع مجموعات. هاجمت مجموعة تتألف من أعضاء فرقة البنغال لانسرز التابعة للفرقة المدرعة الأولى وفرقة المشاة 535 بقيادة الرائد هودا، منزل مجيب. ولم يكن قائد الجيش ك. م. شفيع الله على علم بالانقلاب، وفشل في وقفه.
أخبر شفيع الله المحكمة عن آخر محادثة هاتفية أجراها مع شيخ مجيب الرحمن،
وعندما تحدثت إلى بانجاباندو، قال لي فور سماعه: «صفي الله، هاجمت قواتك منزلي. ويبدو أن كمال قُتل. أرسلوا القوات (الجيش) على الفور». وفي كل مرة رد عليّ قلت: «أنا أفعل شيئاً. هل يمكنك الخروج من المنزل؟». وعندما اتصلت بضياء وخالد مشرف، طلبت منهما الحضور إلى منزلي في أقرب وقت ممكن. فجاءا إلى منزلي في غضون 15 إلى 20 دقيقة. وكان ضياء يرتدي الزي الرسمي وحلق ذقنه. ووصل خالد مشرف بسيارته مرتدياً ثياب النوم.

### رواية عبد الرحمن شيخ روما
انضم عبد الرحمن شيخ روما كخادم منزلي للشيخ مجيب الرحمن في عام 1969. وفي 15 أغسطس 1975 كان حاضرًا في منزل شيخ مجيب. وشهد في المحكمة في قضية اغتيال شيخ مجيب الرحمن. ووفقًا لتصريحه،
في ليلة الحادث، كان بانجاباندو (شيخ مجيب الرحمن) وزوجته بيجوم مجيب (شيخة فضيلة النساء مجيب) وابنهما الأصغر شيخ راسل (10 سنوات) نائمين في نفس الغرفة في الطابق الثاني. وكان شيخ كمال وزوجته سلطانا كمال نائمين في الطابق الثالث. وكان شيخ جمال وزوجته روزي وشقيق مجيب الأصغر شيخ ناصر نائمين في غرفهم في الطابق الثاني. وكان العاملان المنزليان روما وسليم نائمين على الشرفة أمام غرفة نوم بانجاباندو في الطابق الثاني. وكان المساعد الشخصي موهيتول إسلام وموظفون آخرون في الطابق الأرضي.
حوالي الساعة الخامسة صباحًا، فتحت بيجوم مجيب فجأة باب غرفتها وخرجت وقالت إن الأشرار هاجموا منزل سيرنيابات. عند سماع بيجوم مجيب، ذهب روما بسرعة إلى شاطئ البحيرة ورأى بعض الجنود قادمين نحو مسكن مجيب وهم يطلقون النار. نزل بانجاباندو وكان يتحدث مع مساعده الشخصي محيتول إسلام في غرفة الاستقبال بالمنزل آنذاك. في ذلك الوقت، كانت بيجوم مجيب في الطابق الثاني. ذهبت روما إلى الطابق الثالث وأبلغت شيخ كمال بالهجوم. ثم نزل كمال. جاء روما وسلطانا كمال إلى الطابق الثاني. ثم أبلغت روما شيخ جمال بالهجوم. ذهب جمال بسرعة إلى غرفة بيجوم مجيب. ذهبت زوجته أيضًا معه. كان هناك الكثير من إطلاق النار في هذا الوقت. في وقت ما، سمعت روما طلقات نارية مع صراخ شيخ كمال.
وفي الوقت نفسه، وصل بانجاباندو إلى الطابق الثاني ودخل غرفته وأغلق الباب. وتوقف إطلاق النار مرة واحدة. فتح بانجاباندو الباب وخرج مرة أخرى، ثم حاصره المهاجمون أمام غرفة نومه. ووجه بانجاباندو سلاحه نحو المهاجمين وسألهم: «ماذا تريدون؟ إلى أين ستأخذونني؟»...[1]
وفقا لروما،
كانوا يصطحبون بانجاباندو نحو الدرج. وبعد النزول درجتين أو ثلاث درجات من الدرج، أطلق بعض المهاجمين الموجودين أسفل الدرج النار على بانجاباندو. وسقط بانجاباندو على الفور على الدرج بعد إطلاق النار عليه.

الدرج الذي تم اغتيال مجيب عليه

كان روما وراء المهاجمين. سألوه «ماذا تفعل؟» فأجاب «أعمل». ثم طلبوا منه الدخول. ذهب روما إلى حمام غرفة بيجوم مجيب (غرفة بانجاباندو) واختبأ. هناك أبلغ بيجوم مجيب أن بانجاباندو أصيب برصاصة. كما لجأت زوجة شيخ كمال سلطانا وشيخ جمال وزوجته روسي وشيخ راسل وشقيق بانجاباندو ناصر إلى الحمام. أصيب شيخ ناصر برصاصة في يده قبل دخول الحمام، وكانت يده تنزف. مزقت بيجوم مجيب حافة الساري الخاص بها ومسحت دمه.
وفي هذه الأثناء، عاد المهاجمون مرة أخرى إلى الطابق الثاني وكانوا يطرقون الباب. ذهبت بيجوم مجيب لفتح الباب وقالت: «إذا مت، فسنموت جميعًا معًا». وبعد فتح الباب، دخل المهاجمون الغرفة واقتادوا شيخ ناصر وشيخ راسل وبيجوم مجيب وروما إلى الطابق السفلي. وأثناء نزولها إلى الطابق السفلي، رأت بيجوم مجيب جثة بانجاباندو على الدرج وقالت: «لن أذهب إلى أبعد من ذلك، اقتلوني هنا». وبعد هذه الكلمات، أخذها المهاجمون إلى الغرفة مرة أخرى في الطابق الثاني وسُمع صراخ امرأة وصوت طلقات نارية.

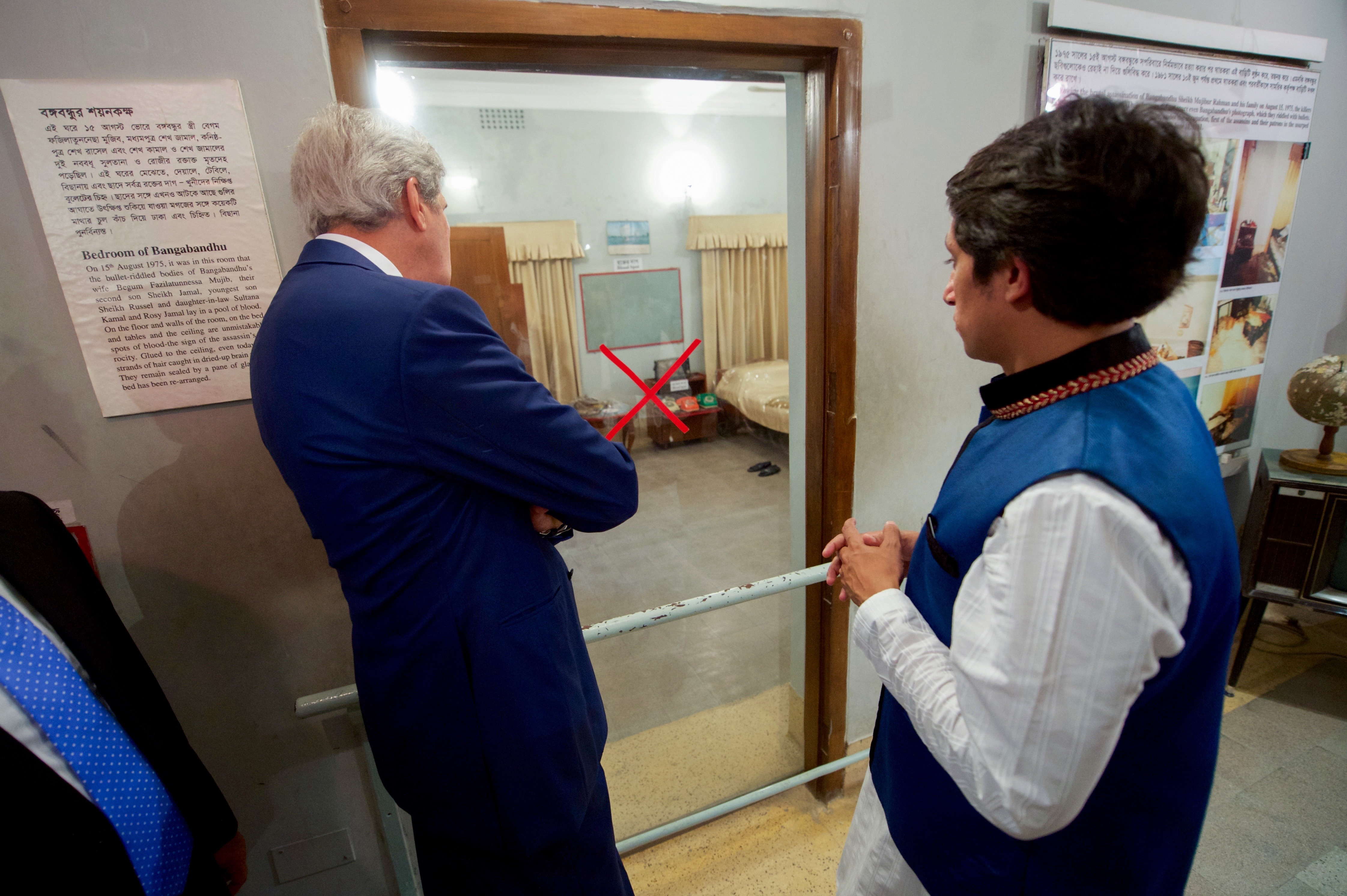
غرفة النوم التي تم فيها اغتيال بيجوم مجيب ومعظم أفراد عائلة مجيب

أحضر المهاجمون ناصر وراسل وروما إلى المنطقة السكنية وأجبروهم على الوقوف في طابور. هناك رأى روما جثة شرطي يرتدي ملابس مدنية. لاحظ أحد المهاجمين ناصر وسأله: «من أنت؟» وعندما قدم نفسه باسم شيخ ناصر، تم نقله إلى الحمام في الطابق الأرضي وإطلاق النار عليه. كان شيخ راسل يبكي قائلاً: «أريد أن أذهب إلى والدتي». سأله راسل وهو يحمل با محيتول إسلام في الطابور: «أخي، هل سيقتلونني؟» ثم وصل مهاجم وقال: «دعنا نأخذك إلى والدتك» واصطحبه إلى الطابق الثاني. بعد فترة من الوقت سُمعت طلقات نارية وصراخ.
وجد روما سليم ونائب رئيس الشرطة نورول إسلام ومساعده/موظف الاستقبال موهيتول إسلام مصابين أثناء وقوفهم في الطابور. وخلال هذا الوقت، نهب المهاجمون، الذين كانوا يرتدون ملابس سوداء، المنزل. ثم جاءت دبابة أمام منزل مجيب. نزل بعض الجنود من الدبابة وسألوا الجنود الداخليين، «من بالداخل؟»، فأجاب الجنود الداخليون، «انتهى الأمر». بعد إطلاق سراحهم في الساعة 12 ظهرًا، انتقل روما إلى منزله في قريته في تونجيبارا.

### بيانات أخرى

#### عائلة شيخ مجيب
يكتب مراسل صحيفة أناندابازار باتريكا، سوخارانجان داسجوبتا، الذي وصف حرب تحرير بنغلاديش في دكا حتى عام 1974، في كتابه «مذبحة منتصف الليل في دكا» أن «التفاصيل الدقيقة للمذبحة ستظل دائمًا محاطة بالغموض». وتابع قائلاً إن فصيلة الجيش التي تحمي منزل الرئيس لم تبد أي مقاومة. تم إطلاق النار على شيخ كمال، نجل مجيب، في منطقة الاستقبال في الطابق الأرضي.
وفي هذه الأثناء، طُلب من مجيب الاستسلام. فاتصل هاتفيًا بالعقيد جميل الدين أحمد، رئيس الاستخبارات العسكرية الجديد. وعندما وصل جميل وأمر القوات بالعودة إلى الثكنات، أُطلِق عليه الرصاص عند بوابة المقر. وقُتِل مجيب بعد أن رفض الاستسلام.
وكان من بين القتلى الآخرين في الهجوم شيخة فضيلة التونيسا مجيب، زوجة مجيب، التي قُتلت في الطابق العلوي؛ وشيخ ناصر، الأخ الأصغر لمجيب، الذي قُتل في دورة مياه؛ والعديد من خدم مجيب، الذين قُتلوا أيضًا في دورات المياه؛ وشيخ جمال، الابن الثاني لمجيب وضابط في الجيش؛ وشيخ راسل البالغ من العمر عشر سنوات، الابن الأصغر لمجيب؛ واثنتان من زوجات أبناء مجيب.

#### عائلة موني وسيرنيابات
في دانموندي، قتلت مجموعتان أخريان من الجنود شيخ فضل الحق ماني، ابن شقيق مجيب وزعيم رابطة عوامي، إلى جانب زوجته الحامل أرزو موني، كما قُتل صهر مجيب، عبد الرب سيرنيابات، مع ثلاثة عشر من أفراد عائلته على طريق مينتو. وكان وزيرًا في الحكومة.

#### محمدبور
في دهانموندي، اتخذت مجموعة مدفعية بقيادة العقيد محي الدين أحمد موقعًا بقذائف الهاون على شاطئ البحيرة جنوب مسكن مجيب. أطلقت قذائف الهاون من هناك باتجاه المسكن، لكنها أخطأت هدفها وأصابت محمدبور (إلى الشمال من دهانموندي). عند هذا، اشتعلت النيران في المنزل رقم 8 ورقم 9 على طريق شيرشاه سوري والمنزل رقم 196 ورقم 197 على طريق شاهجهان (حي فقير من الصفيح) على الفور مما أسفر عن مقتل 14 شخصًا وإصابة 40 شخصًا.

#### سافار
تم إرسال المجموعة الرابعة والأقوى نحو سافار لصد الهجوم المضاد المتوقع من قبل قوات الأمن المتمركزة هناك. بعد قتال قصير وخسارة أحد عشر رجلاً، استسلمت قوات الأمن.

## الضحايا
لا يزال العدد الإجمالي لضحايا الانقلاب غير معروف، لكن تم التعرف على هويات أغلبهم.

### الوفيات
- قُتل بالرصاص في منزل شيخ مجيب: شيخ مجيب الرحمن، شيخ أبو ناصر، شيخة فضيلة النساء مجيب، شيخ كمال، سلطانا كمال خوكي، شيخ جمال، بارفين جمال روزي، شيخ راسل.
- آخرون : صديق الرحمن (ضابط شرطة)، سامسول حق (ضابط شرطة)، العقيد جميل الدين أحمد (رئيس المديرية العامة لقوة الأمن الداخلي المعين حديثًا).
- منزل شيخ موني (أصيب بجروح خطيرة في إطلاق النار وأعلن عن وفاته في المستشفى): شيخ فضل الحق موني، بيجوم أرجو موني (بيجوم سامسونيسا).
- بيت سرنيابات (قتل بالرصاص): عبد الرب سرنيابات، عارف سرنيابات، بيبي سرنيابات، شهيد سرنيابات، سوكانتو عبد الله بابو، نعيم خان رينتو، بوتكا (عاملة منزلية)، والدة لاكشمي (عاملة منزلية).
- المنزل رقم 8 و9 من طريق شير شاه سوري والمنزل رقم 196 و197 من طريق شاه جهان في محمدبور (مات بسبب حريق ناجم عن قذائف هاون خاطئة): رضايا بيجوم، نسيمة، حبيب الرحمن، أنوارا بيجوم، أنوارا بيجوم (2 )، مويفول بيبي، صابرة بيجوم، عبد الله، رفيقول، صفية خاتون، شهاب الدين، كشيدة، أمين الدين، حنوفا بيبي.[70][72]
- مركز قوة أمن سافار: 11 شخصًا[71]

### الإصابات
- منزل شيخ مجيب (مصاب في إطلاق النار): إيه إف إم محيتول إسلام (مساعد شخصي/موظف استقبال)، نور إسلام (نائب مدير الشرطة)، محمد سليم (عامل منزلي).
- بيت سرنيابات (مصابين بإطلاق نار): شيخة أمينة بيجوم، صحان آرا عبد الله، جمال سرنيابات، أبو الخير عبد الله، هنا سرنيابات.
- طريق شير شاه سوري وطريق شاهجهان في محمدبور (أصيبوا بنيران ناجمة عن قذائف الهاون التي أطلقت بالخطأ): 40 شخصًا.[70][72]

## ما بعد ذلك

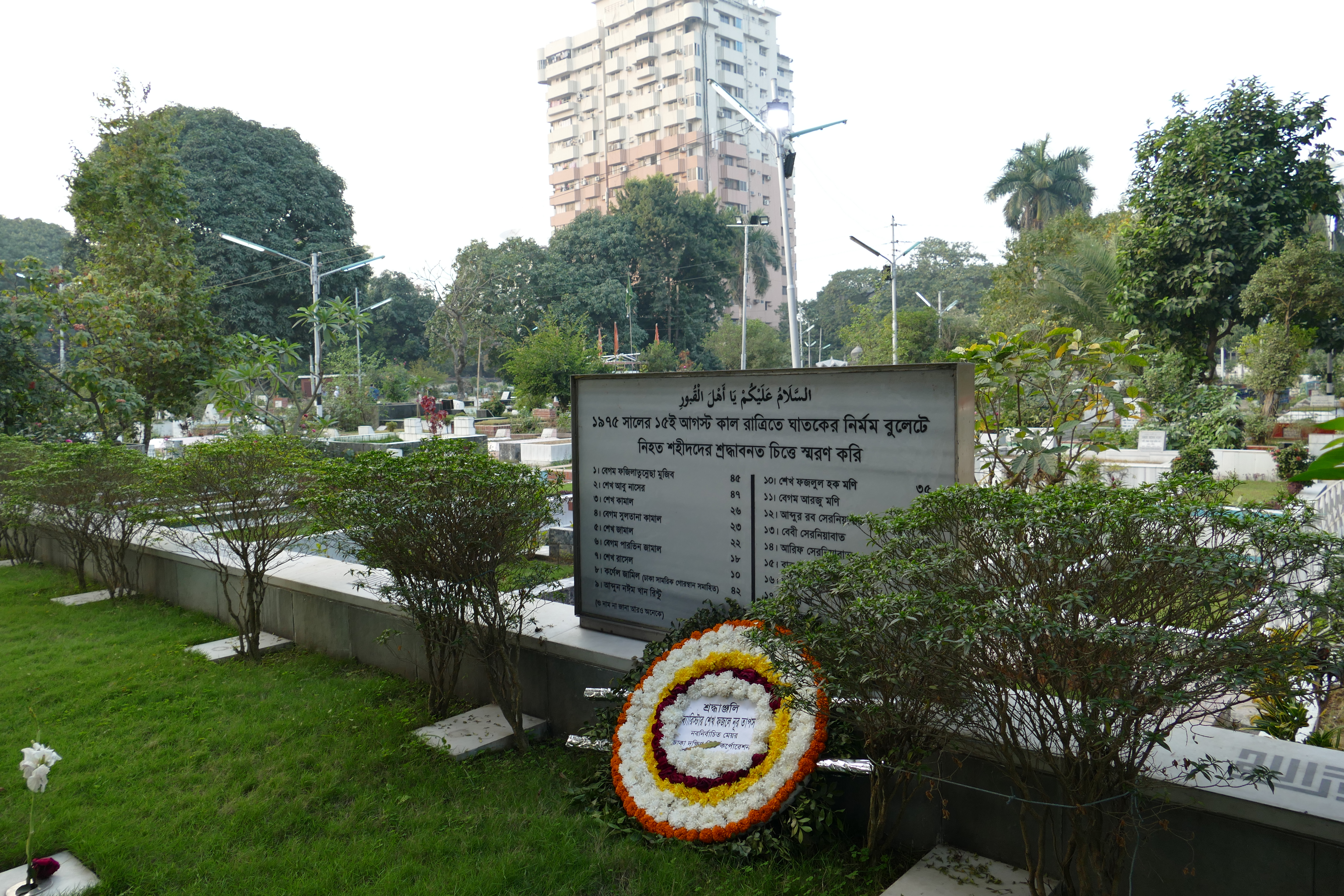
قبر الضحايا في مقبرة باناني

فُرض حظر التجول بعد الإعلان عن وفاة مجيب على إذاعة بنغلاديش على مستوى البلاد. وفُرض حظر تجوال لمدة 24 ساعة في يوم الاغتيال. ومع ذلك، تم تأجيل صلاة الجمعة في الساعة 12:30 ظهرًا حتى الساعة 2. وفي اليوم التالي، تم تأجيل حظر التجوال لمدة 24 ساعة من الساعة 9:30 إلى 12:00. وفي 17 أغسطس، تم تأجيل الصلاة من الساعة 6 صباحًا إلى المساء. وفي 18 أغسطس، تم تأجيل الحظر من الصباح إلى الساعة 10 مساءً. وتم فتح المدارس والكليات والمكاتب والمحاكم والمصانع بالكامل من ذلك اليوم.[بحاجة لمصدر]
في صباح يوم الاغتيال، دخل المقدم أمين أحمد شودري منزل الجنرال ضياء الرحمن وعلم عبر الراديو أن الرئيس شيخ مجيب الرحمن قد اغتيل. ووصف الحادث قائلاً: «الجنرال ضياء يحلق ذقنه من جانب واحد ولكن ليس من الجانب الآخر. جاء راكضًا مرتديًا بدلة النوم، وسأل شفات جميل، «ماذا حدث يا شفات؟» أجاب شفات، «يبدو أن كتيبتين قامتا بانقلاب. لا نعرف بعد ما حدث في الخارج. سمعنا إعلانًا عبر الراديو بأن الرئيس قد مات». ثم قال الجنرال ضياء، «وماذا في ذلك؟ دع نائب الرئيس يتولى الأمر. ليس لدينا أي علاقة بالسياسة. جهزوا قواتكم. حافظوا على الدستور».
تولى خندكر مشتاق أحمد الرئاسة، وأصبح اللواء ضياء الرحمن رئيسًا جديدًا لأركان الجيش. وقد مُنح جميع المتآمرين الرئيسيين رتبًا حكومية عليا. ثم أطاح بهم جميعًا انقلاب آخر قاده العميد خالد مشرف في 3 نوفمبر 1975. وقُتل مشرف نفسه خلال ثورة مضادة بعد أربعة أيام في 7 نوفمبر، مما أطلق سراح اللواء ضياء الرحمن في السلطة وتم تعيينه لإحلال القانون والنظام.
تم القبض على أربعة من القادة المؤسسين لرابطة عوامي، أول رئيس وزراء لبنغلاديش تاج الدين أحمد، ورئيس الوزراء السابق منصور علي، ونائب الرئيس السابق سيد نذر الإسلام، ووزير الداخلية السابق أحمد حسن محمد قمر الزمان. وبعد ثلاثة أشهر، في 3 نوفمبر 1975، قُتلوا في سجن دكا المركزي.
تمت ترقية الرائد سيد فاروق رحمن، ورشيد، وضباط الجيش الآخرين إلى رتبة مقدم. ومع ذلك، تم نفيهم إلى ليبيا والصين وروديسيا وكندا ودول أخرى، على الرغم من منحهم عدة مناصب دبلوماسية في البعثات البنغلاديشية في الخارج. عاد المقدم (متقاعد) سيد فاروق رحمن لاحقًا وأسس حزب الحرية البنغلاديشي في عام 1985 وشارك في الانتخابات الرئاسية في عام 1987 ضد الحاكم العسكري الفريق حسين محمد إرشاد لكنه خسر تلك الانتخابات بأغلبية ساحقة.
كانت ابنتا مجيب، شيخة حسينة وشيخة ريحانة، في ألمانيا الغربية وقت اغتياله. بعد الانقلاب، مُنعتا من العودة إلى بنغلاديش ومنحتهما الهند حق اللجوء. عاشت شيخة حسينة في نيودلهي في المنفى قبل أن تعود إلى بنغلاديش في 17 مايو 1981.

## احتجاجات وحرب وانقلاب مضاد

### الطلاب والاحتجاجات العامة
بلغت اغتيالات شيخ مجيب الرحمن ذروتها في الاحتجاجات التي بدأت في بارغونا. قاد المناضل من أجل الحرية مطلب مريدا بارغونا سراج الدين أحمد رئيس جيش تحرير بلوشستان جهانجير كبير ناناك مع 10–15 عاملاً من جيش تحرير بلوشستان في موكب. وفي وقت لاحق، انضم زعماء وعمال رابطة عوامي ورابطة جوبو ورابطة تشاترا في بارغونا إلى الاحتجاج. وفي صباح يوم 15 أغسطس، أقيمت احتجاجات في عدة أماكن بما في ذلك كيشورجانج وبهايراب وكهلنا وجيسور وفاريدجانج في تشاندبور وموهانجانج في نتراكونا وجافارجاون في ميمينسينغ. وتم تعزيز الدوريات العسكرية عندما حاول الطلاب عقد مسيرة احتجاجية في منطقة جامعة دكا.
في يوم الاغتيال، احتج المفتي نور الله عليه في خطبة صلاة الجمعة في مسجد براهمانباريا جامع. في 20 أغسطس 1975، تم اعتقال محمد شهاب الدين، الرئيس الثاني والعشرون لبنغلاديش وسجن لمدة 3 سنوات بسبب الاحتجاج على الاغتيال. هناك، تعرض للتعذيب الجسدي والتوبيخ.
في أغسطس، نظم طلاب كلية مدينة شيتاغونغ مسيرة احتجاجية، فرقتها الشرطة. بدأ قائد المناضل من أجل الحرية مولوي سيد، وزعيم الطلاب إيه بي إم محي الدين تشودري، وزعيم رابطة عوامي لاحقًا إس إم يوسف، في المقاومة. رفع المجلس العسكري دعوى قضائية ضد المحتجين والمقاومين أطلق عليها «مؤامرة شيتاغونغ». تم القبض على مولوي سيد وتوفي لاحقًا أثناء سجنه. يُزعم أنه توفي بسبب التعذيب على يد الجيش.
في 18 أكتوبر، احتج اتحاد الطلاب بكتابة الملصقات والكتابات على جدران جامعة دكا. وعُقدت مسيرة احتجاجية في 20 أكتوبر. وفي الوقت نفسه، اعتُقل بعض الطلاب الذين وزعوا منشورات احتجاجية في دكا. وأوقفت الشرطة مسيرة الاحتجاج في 21 أكتوبر.
في الرابع من نوفمبر، نظم طلاب جامعة دكا مظاهرة احتجاجية أمام مقر إقامة شيخ مجيب الرحمن في 32 شارع دانموندي. وتمت الدعوة إلى إضراب لمدة نصف يوم من الساعة 6 صباحًا حتى الساعة 12 ظهرًا في دكا في الخامس من نوفمبر احتجاجًا على مقتل الزعماء الوطنيين الأربعة ومجيب الرحمن. وكان هناك احتجاج آخر في اليوم التالي.

### حرب المقاومة
قام عبد القادر صديق فيما بعد بتقسيم 17،000 مقاتل من المجيب إلى 7 جبهات وشن حرب مقاومة ضد المجلس العسكري لمدة 22 شهرًا. قُتل 104 مقاتلين وأصيب المئات. ومن بينهم، كان تمرد ونضال 500 متظاهر بما في ذلك قدامى المحاربين في حرب تحرير بنغلاديش في شيربور سادار وسريباردي وجيناغاتي وناكلا أوبازيلا هو الأكثر مناقشة. تم إطلاق النار على كامرول علم خان خسرو، الممثل السينمائي وقائد حرب العصابات في منطقة دكا خلال حرب الاستقلال البنغلاديشية، وتم نقله إلى المستشفى أثناء احتجاجه على الاغتيال. بعد تعافيه، غادر البلاد وعاد لاحقًا.
في 18 أغسطس 1976، قُتل خمسة من المقاتلين من أجل الحرية وهم جاويد علي، ونيكهيل دوت، وسوبود دار، وديبال داس، وموفيز الدين في عملية للجيش بسبب احتجاجهم. تم القبض على المقاتل الشاب الناجي، بيسواجيت ناندي، وحُكم عليه بالإعدام شنقًا بعد إدانته من قبل محكمة عسكرية في 18 مايو 1977. تحت تأثير زعماء العالم المؤثرين بما في ذلك أنديرا غاندي، تلقى بيسواجيت تخفيف حكم الإعدام إلى السجن مدى الحياة. أُطلق سراحه في عام 1989.

### انقلاب مضاد
في 19 أغسطس 1975، نظم رئيس الجيش صفي الله اجتماعًا في مقر الجيش لطلب توضيحات بشأن الموقف الذي نشأ بعد الاغتيال. في الاجتماع، خاطب العقيد شفايت جميل، قائد لواء المشاة المستقل السادس والأربعين المتمركز في دكا، قادة القتلة،
«أنتم جميعًا كاذبون ومتمردون ومنشقون. أنتم جميعًا قتلة. أخبروا مصطفيكم أنه مغتصب ومتآمر. إنه ليس رئيسي. وفي أول فرصة لي سأقوم بخلعه وستتم محاكمتكم جميعًا على جرائمكم».
 في 3 نوفمبر 1975، قام العميد خالد مشرف بانقلاب ناجح بدعم من العقيد شفايت جميل لإزالة القتلة من السلطة وخوندكر مصطفي أحمد من الرئاسة.
أطيح بمشتاق أحمد من السلطة وسُجن في 6 نوفمبر في أعقاب الانقلاب الذي قاده العميد خالد مشرف والعقيد شفاط جميل وغيرهما. ومع ذلك، قبل ذلك، في 4 نوفمبر، تم توفير ممر آمن للضباط الصغار المتورطين في الاغتيال إلى بانكوك، بعد أن قتلوا الزعماء الوطنيين الأربعة المسجونين أيضًا في سجن دكا المركزي في 3 نوفمبر. كما أمر خالد مشرف باعتقال عبيد الرحمن، ونور إسلام منظور، وشاه معظم حسين، وطاهر الدين ثاكور، وهم سياسيون من رابطة عوامي البنغلاديشية الذين تحالفوا مع خوندكر مشتاق أحمد.
وفي تعليقه على عملية الاغتيال التي وقعت في 15 أغسطس، قال صفي الله:
«لا أريد أن أسمي أحداث 15 أغسطس 1975 انقلاباً عسكرياً، رغم أنه تم ترسيخها فيما بعد باعتبارها انقلاباً عسكرياً. والواقع أن مجموعة صغيرة من العسكريين، أفراداً من داخل المؤسسة العسكرية وخارجها، قاموا بذلك... ولم يكن حتى انقلاباً عسكرياً بل عملاً إرهابياً».

## المحاكمة والأحكام
قرر الجيش عدم محاكمة الضباط العسكريين الذين خططوا وشاركوا في الانقلاب. حاول أ. ف. م. محيتول إسلام، المساعد الشخصي للشيخ مجيب الرحمن والناجي من الهجوم على منزله، رفع دعوى ضد الضباط العسكريين، لكن الشرطة صفعته على وجهه ورفضت تقديم التقرير. في 18 سبتمبر 1980، تم تشكيل لجنة تحقيق من قبل أربعة من رجال القانون البريطانيين في المملكة المتحدة بشأن اغتيال شيخ مجيب الرحمن وعائلته وأربعة من القادة الوطنيين. قادها السير توماس ويليامز بعنوان «تحقيق في جريمة قتل شيخ مجيب». ومع ذلك، لم يُسمح لهم بالتحقيق في بنغلاديش من قبل حكومة بنغلاديش آنذاك. نظرًا لعدم تمكن اللجنة من القدوم إلى بنغلاديش، نشرت تقرير التحقيق الأولي في 20 مارس 1982 في لندن. في التقرير، تم إلقاء اللوم على حكومة بنغلاديش لعدم السماح للقانون بأخذ مجراه الخاص وتم التركيز على إزالة الإفلات من العقاب وفتح الطريق للمحاكمة. لم يكن من الممكن محاكمة المتآمرين في جريمة الاغتيال في محكمة قانونية بسبب قانون العفو الذي أقرته الحكومة في عهد الرئيس خونداكر مصطفي أحمد. وعندما فازت رابطة عوامي بقيادة ابنة مجيب، شيخة حسينة، بالانتخابات في عام 1996، تم إلغاء القانون. بدأت محاكمة جريمة قتل بانجاباندو برفع القضية من قبل أ. ف. م. محيتول إسلام.

### التحقيق والاعتقالات
وقد ألقي القبض على العقيد (المتقاعد) سيد فاروق رحمن من منزله في دكا، وأعيد العقيد (المتقاعد) بازلول هدى من بانكوك، حيث كان يقضي عقوبة بالسجن بتهمة السرقة من المتاجر كجزء من برنامج تبادل جنائي بين تايلاند وبنغلاديش. وكان المقدم محي الدين أحمد في الخدمة العسكرية الفعلية عندما ألقي القبض عليه. وكان العقيد (المتقاعد) سلطان شهريار رشيد خان قد تم تعيينه في الخدمة الدبلوماسية الفعلية من قبل رئيسة وزراء بنغلاديش السابقة البيجوم خالدة ضياء، لكنه عاد إلى بنغلاديش وألقي القبض عليه عندما استدعته وزارة الخارجية. ومع ذلك، كان العقيد (المتقاعد) عبد الرشيد وغيره من المتهمين قد غادروا بنغلاديش بالفعل. وكانوا يعتقدون أن الانتخابات العامة القادمة في عام 1996 ستكون انتصارًا لرابطة عوامي، مما سيؤدي إلى إلغاء قانون التعويض واعتقالهم لاحقًا. ويقال إن العقيد (المتقاعد) رشيد يتنقل الآن بين باكستان وليبيا. كان كل هؤلاء الرجال متورطين أيضًا في عمليات القتل في السجن في 3 نوفمبر 1975، عندما اغتيل أربعة مسؤولين من رابطة عوامي.[بحاجة لمصدر]

## المحاكمة والحكم: المحكمة الابتدائية
انتهت المحاكمة الأولى في 8 نوفمبر 1998. أمر قاضي المحكمة الجزئية في دكا، محمد غلام رسول، بإعدام خمسة عشر من أصل عشرين متهمًا بالتآمر في الاغتيال رميًا بالرصاص. لم يتم تنفيذ الأحكام على الفور، لأن خمسة من المدانين سعوا إلى تقديم استئناف في قسم المحكمة العليا في المحكمة العليا في بنغلاديش. أصدرت المحكمة العليا، المكونة من القاضي محمد روحول أمين والقاضي أ. ب. م. خيرول حق، الذي كان رئيس قضاة بنغلاديش السابق، حكمًا مثيرًا للانقسام. برأ القاضي الكبير أمين خمسة من أصل خمسة عشر متهمًا أصليًا، بينما أيد القاضي الصغير حق حكم المحكمة الأدنى. أصبح من الضروري صدور حكم من قاض ثالث. لاحقًا، أدان القاضي محمد فضل الكريم اثني عشر من أصل خمسة عشر متهمًا أصليًا، بما في ذلك اثنان تمت تبرئتهما في حكم القاضي أمين. توفي أحد المدانين، الرائد (متقاعد) عزيز باشا في زيمبابوي في 2 يونيو 2001.

## الاستئناف: المحكمة العليا

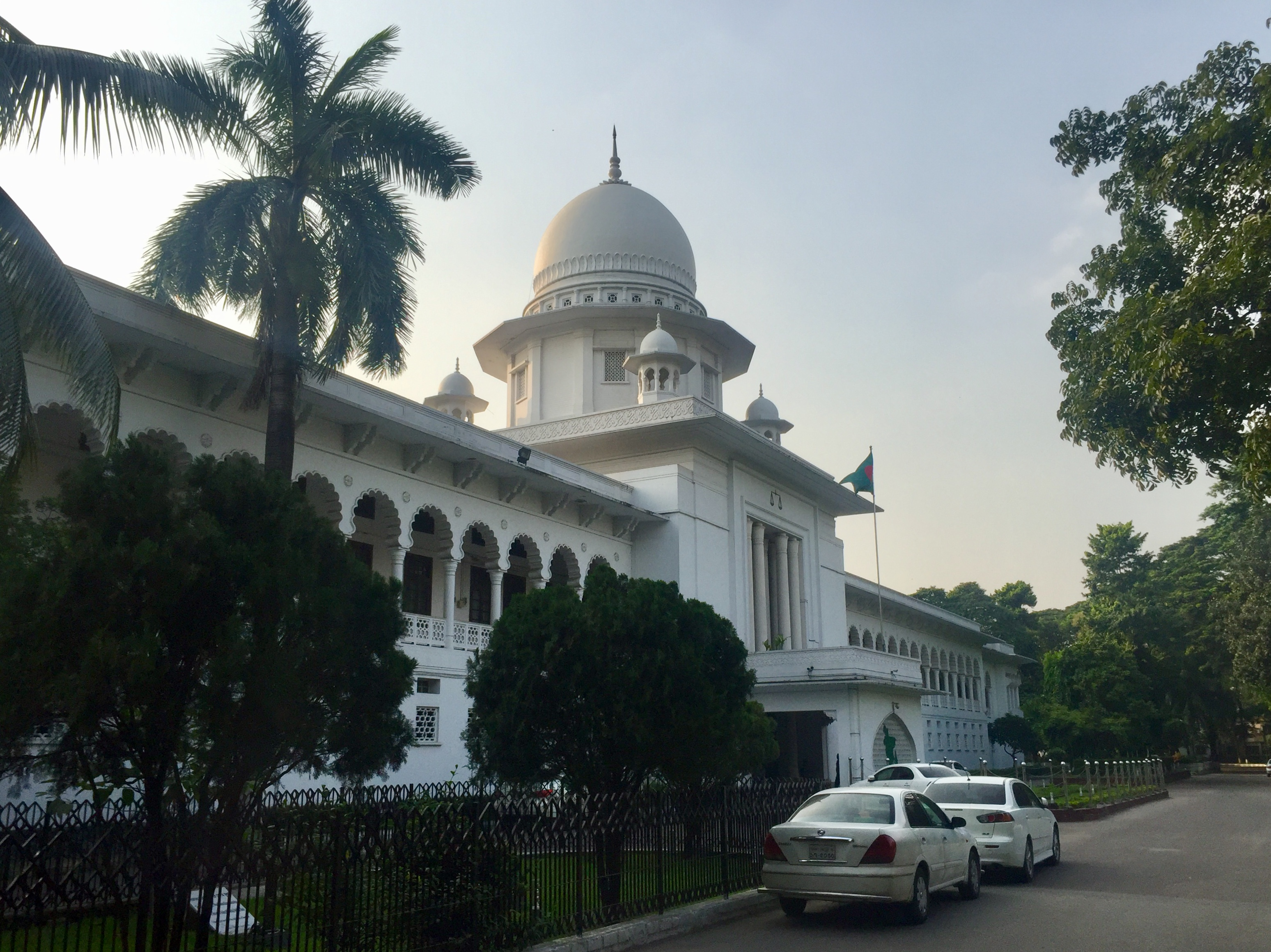
المحكمة العليا في بنغلاديش، دكا

استأنف المتهمون الخمسة أمام قسم الاستئناف بالمحكمة العليا، وظل قرارهم معلقًا منذ أغسطس 2001. رفض العديد من القضاة الاستماع إلى القضية، مما يعني أن الحكومة تفتقر إلى القضاة الثلاثة المطلوبين لعقد جلسة استماع. في 18 يونيو 2007، تم تسليم أحد المتآمرين الذين حُكم عليهم بالإعدام، الرائد (متقاعد) أ. محي الدين أحمد إلى بنغلاديش من الولايات المتحدة بعد سلسلة من المحاولات الفاشلة للحصول على اللجوء أو الإقامة الدائمة في الولايات المتحدة. في 7 أغسطس 2007، استؤنفت جلسات قضية القتل بعد تأخير دام ست سنوات. أصدرت قسم الاستئناف بالمحكمة العليا في بنغلاديش حكمها في 19 نوفمبر 2009، بعد أن أمضت هيئة خاصة مكونة من خمسة أعضاء، برئاسة القاضي محمد تفازال إسلام، 29 يومًا في الاستماع إلى الالتماس الذي قدمه المدانون.
وقد رُفِض استئناف المحكوم عليهم، وأُقِيلَ حكم الإعدام. وقبل صدور الحكم، تم نشر ما يقرب من 12 ألف شرطي إضافي لحراسة المباني الاستراتيجية، بما في ذلك مبنى المحكمة العليا، لمنع أنصار المحكوم عليهم من تعطيل الإجراءات. ومع ذلك، ألقت الحكومة باللوم عليهم في هجوم بالقنابل اليدوية على أحد محامي الادعاء في أكتوبر 2009، على الرغم من عدم توجيه اتهامات إلى أي شخص حتى الآن.
تمت تبرئة النقيب (المتقاعد) قسمت هاشم والنقيب (المتقاعد) نظمول حسين أنصار والرائد (المتقاعد) شرفول حسين من خلال أحكام محكمة الاستئناف والمحكمة العليا وهم يعيشون الآن في كندا. تمت تبرئة طاهر الدين ثاكور، وزير الإعلام السابق وأحد المشتبه بهم، خلال حكومة حسينة، وتمت تبرئته في المحاكمة وأُطلق سراحه. توفي لأسباب طبيعية في عام 2009.

## عمليات الإعدام
المشنوقون هم السلطان شهريار رشيد خان، أ.كم محيي الدين أحمد، محيي الدين أحمد، سيد فاروق الرحمن، بازلول الهدى.
في 7 أبريل 2020، ألقت وحدة مكافحة الإرهاب والجريمة العابرة للحدود الوطنية التابعة لشرطة العاصمة دكا القبض على النقيب عبد المجيد الذي كان مختبئًا في كلكتا بالهند في ميربور. وأُرسل إلى سجن دكا المركزي، كيرانيجانج، وأُعدم شنقًا بعد بضعة أيام في 12 أبريل 2020.[بحاجة لمصدر]

## الهاربين
وقد حوكم ستة أفراد غيابيا بتهمة الاغتيال وهم: س.ح.م.ب. نور شودري، وراشد شودري، وعبد العزيز باشا، وخانداكر عبد الرشيد، وشريف الحق داليم، ومسلم الدين، وما زالوا حاليا فارين في بنغلاديش، على الرغم من الجهود المكثفة لتسليمهم.
توفي عبد العزيز باشا في هراري، زيمبابوي في 2 يونيو 2001.
يعيش خانداكر عبد الرشيد وراشد تشودري حاليًا في الولايات المتحدة، بعد التقدم بطلب اللجوء.
تقدم س.ح.م.ب. نور شودري بطلب اللجوء في كندا، ويعيش حاليًا في حي إيتوبيكوك في تورنتو. وكان موضوعًا للمسلسل التلفزيوني السلطة الخامسة الذي تبثه قناة شبكة سي بي سي، في حلقة بعنوان «القاتل المجاور»، حيث شرح بالتفصيل دوره كقاتل، وحياته في تورنتو.
لا يُعرف مكان تواجد شريف الحق داليم ومسلم الدين. ويُزعم أن داليم يحمل جواز سفر كينيًا، ويعيش حاليًا في باكستان.

## التكريمات

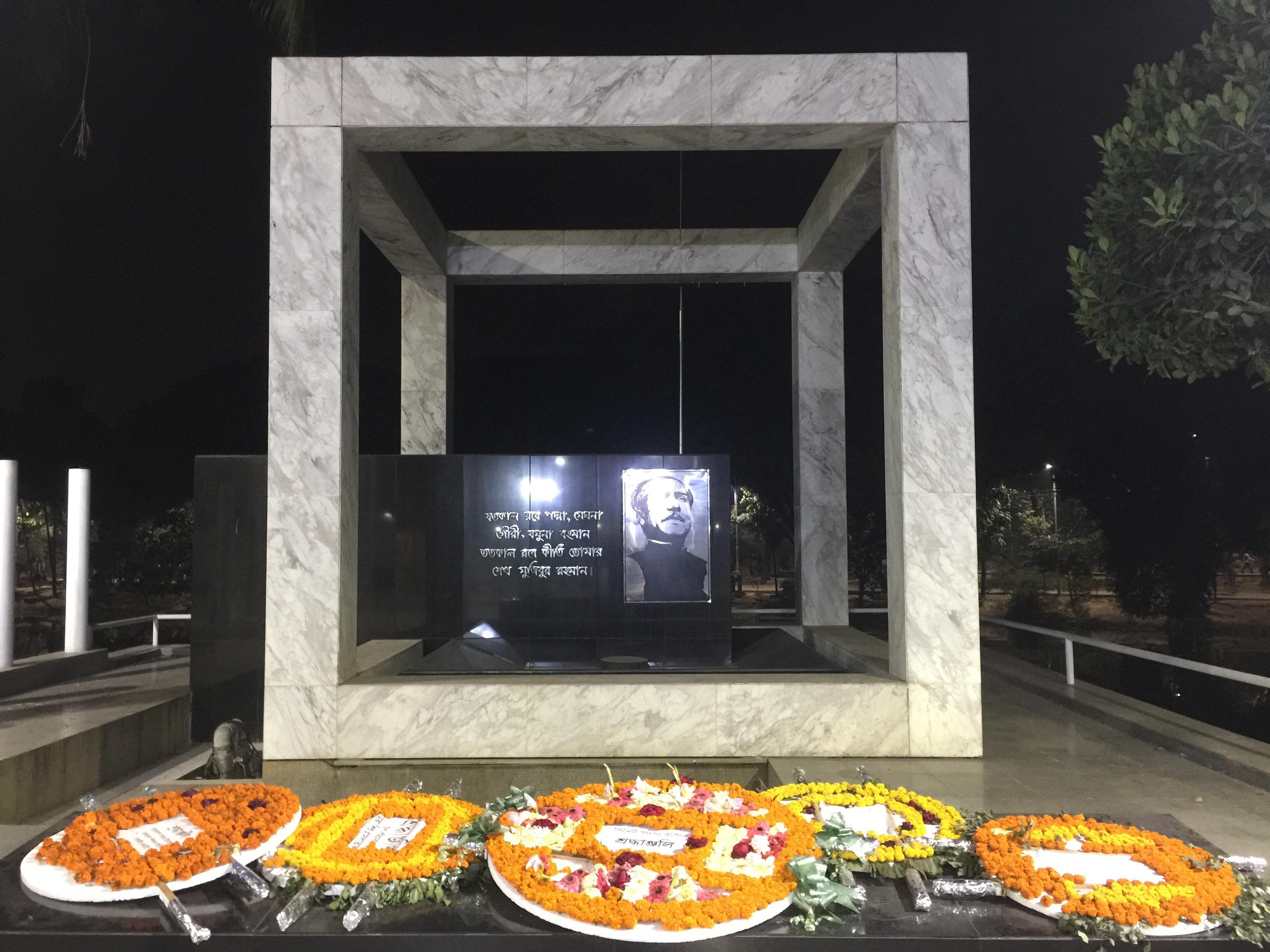
نصب بانجاباندو التذكاري في دانموندي. يقع النصب مقابل متحف بانجاباندو التذكاري، وهو المقر الشخصي الذي نُفذت فيه عملية الاغتيال.

لقد غيرت عملية الاغتيال مسار السياسة في بنغلاديش، ولا تزال عواقبها محسوسة في مختلف أنحاء جنوب آسيا. وقد أعرب العديد من زعماء العالم والشخصيات البارزة في ذلك الوقت عن صدمتهم وأدانوا هذا العمل الشنيع المتمثل في القتل.
قال فيدل كاسترو، زعيم ورئيس وزراء كوبا،
«لقد فقدت الشعوب المضطهدة في العالم زعيمًا عظيمًا بوفاة الشيخ مجيب، كما فقدت صديقًا كبيرًا حقًا».
وقال هنري كيسنجر الدبلوماسي والسياسي الأمريكي:
«لن نجد زعيماً ديناميكياً مثل الشيخ مجيب الرحمن في القارة الآسيوية خلال العشرين عاماً القادمة»
وقال ويلي براندت، السياسي والمستشار الألماني،
«لم يعد من الممكن الوثوق بالبنغاليين بعد مقتل الشيخ مجيب. أولئك الذين قتلوا مجيب يمكنهم ارتكاب أي عمل شنيع».
قال الرئيس الفلسطيني ياسر عرفات:
«كانت القيادة القتالية التي لا تعرف التنازلات والقلب الرقيق من السمات المميزة لشخصية مجيب الرحمن.»
قالت أنديرا غاندي، رئيسة وزراء الهند،
«لقد صدمتني أنباء وفاة الشيخ مجيب. لقد كان قائداً عظيماً. وكانت شجاعته العامة الفريدة مصدر إلهام لشعوب آسيا وأفريقيا.»
قال صدام حسين رئيس العراق:
«إن الشيخ مجيب الرحمن هو أول شهيد في النضال من أجل إقامة الاشتراكية. وبالتالي فهو خالد.»

قال مارك تالي، رئيس مكتب هيئة الإذاعة البريطانية (بي بي سي):
«لقد انتهت حياة الرجل الذي كان بمثابة أب للأمة لأنه كان الزعيم الوحيد للحركة التي أدت إلى ولادة بنغلاديش بمأساة.»
وقال فينر بروكواي، عضو مجلس اللوردات البريطاني،
"إن بنغلاديش شيخ مجيب الرحمن مكرس للحرية التي فاز بها لجميع شعب بنغلاديش، كل رجل وامرأة وطفل. لقد كان زعيمًا عظيمًا مثل جورج واشنطن وغاندي وفاليرا. لقد سعى مجيب الرحمن إلى منحهم ليس فقط الحرية السياسية بل والحرية الاجتماعية والاقتصادية، حتى يتمتعوا بها في حياتهم اليومية. إن اغتياله لم يكن مجرد جريمة ضد رجل واحد، بل كان جريمة ضد الأمة بأكملها. إن الجيل الجديد في بنجلاديش هو الذي يتعين عليه أن يحقق هدف مجيب الرحمن المتمثل في أمة لا تتمتع بالاستقلال السياسي فحسب، بل وتطبق هذا الاستقلال لمنح حياة إنسانية كاملة لجميع مواطنيها.»
قال كينيث كاوندا، رئيس زامبيا،
«لقد ألهم الشيخ مجيب الرحمن الشعب الفيتنامي.»
قال الوزير البريطاني جيمس لاموند [الإنجليزية]:
«باغتيال بانجاباندو، لم تصبح بنغلاديش يتيمة فحسب، بل فقد العالم أيضًا زعيمًا عظيمًا.»
وفقا لصحيفة فاينانشال تايمز،
«لم تكن بنغلاديش لتولد لولا مجيب.»
وفي إحدى المقالات الصادرة في 5 أبريل 1982، ذكرت مجلة تايم،
«كانت فترة حكم الشيخ مجيب الرحمن هي أول وأطول فترة حكم ديمقراطية في السنوات العشر الأولى من استقلال بنغلاديش. وبعد اغتيال الشيخ مجيب الرحمن، بطل النضال من أجل الحرية وأول رئيس وزراء منتخب، في الخامس عشر من أغسطس/آب 1975، انتهى الحكم الديمقراطي فجأة.»
دُفن مجيب بجوار والديه في مسقط رأسه تونغيبارا بعد جنازته هناك. ودُفن آخرون في مقبرة باناني في دكا. أقيمت صلوات وخدمات خاصة في عدة أماكن بما في ذلك مسجد بيت المكرم الوطني. انضم آلاف الأشخاص إلى جانب طلاب جامعة دكا إلى الموكب الجماعي والصلاة في دكا في 4 نوفمبر 1975.

## التفسير الأدبي للاغتيال
تنقسم النصوص الأدبية المتعلقة بتأثير اغتيال شيخ مجيب الرحمن إلى ثلاثة أقسام: (1) الأدبيات التي تشرح خلفية الاغتيال؛ (2) الأدبيات التي تصف حوادث الاغتيال بالتفصيل أو الضمني؛ و(3) الاستقطاب السياسي بعد الحوادث.

### الخلفية الأدبية

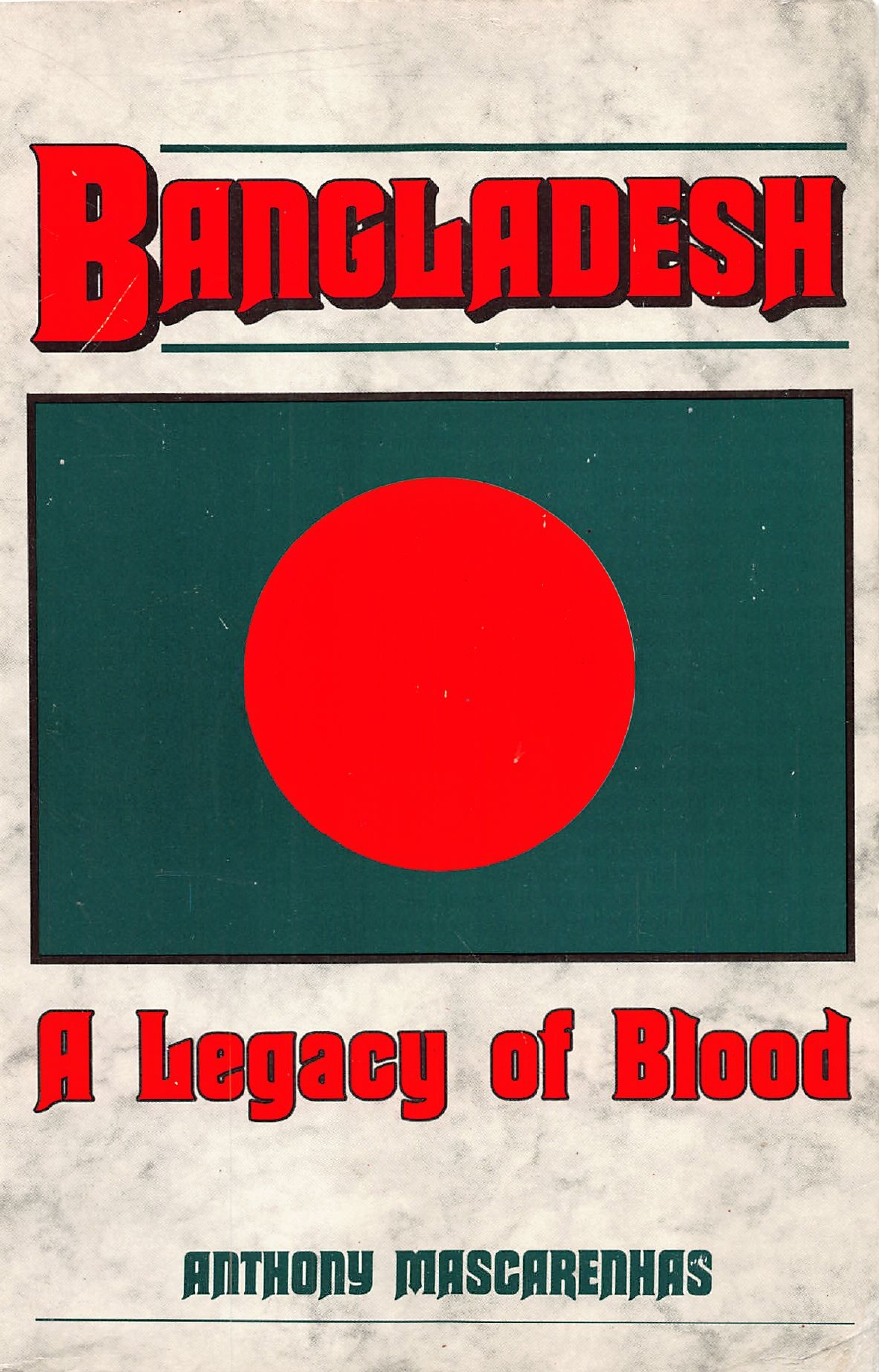
غلاف الكتاب بنغلاديش: إرث من الدماء.

تتراوح الأدبيات من سنة الحادث إلى الأعمال الحديثة التي تشرح الأسباب وراء الاغتيال. بعض الأدبيات التي تسلط الضوء على أسباب الانقلاب العسكري تشمل الكتب: الإمبراطوريات في حالة حرب: تاريخ موجز لآسيا الحديثة منذ الحرب العالمية الثانية، القاموس السياسي والاقتصادي لجنوب آسيا، وشلالات العنف: الحرب والجريمة وبناء السلام في جميع أنحاء جنوب آسيا. تسلط طائفة من الأدبيات الضوء على صعود الجماعات شبه العسكرية مثل جاتيا راكي باهيني وحزب بوربا بانجلار ساربهارا. بنغلاديش: إرث من الدم هو الكتاب الذي ينسج شبكة هذه العناصر الفصائلية وعملياتها في عقد السبعينيات. كما تمت مناقشة الانهيار الاقتصادي والفيضان في عام 1974 والمجاعة السابقة كعوامل في الديمقراطية والمجاعة.

#### الاستياء العسكري
كان اغتيال مجيب في 15 أغسطس 1975 بمثابة أول تدخل عسكري مباشر في السياسة البنغلاديشية التي كانت آنذاك تركز على الإدارة. وهناك إشارات إلى تكثيف سوء الفهم السياسي بين «جاتيا راكي باهيني» التي تأسست في عام 1972 برعاية مجيب، وموكتي باهيني التي تأسست أثناء فترة الحرب، والجيش. ويقال إن الجيش كان يتلقى 50–60% من التمويل خلال الفترة الباكستانية، وأن حكومة مجيب خفضته إلى 13%، مما أثار استياءً ضمنيًا بين الجيش.

#### صعود الجماعات الفئوية
انتهت حرب التحرير، واستسلمت القوات المحتلة وغادرت البلاد. ثم كان على بنغلاديش أن تواجه مستوى ثانيًا من الشقاق بين الناس في البلاد والذي تصوره الأدب. يقدم كتاب المسلم الصالح [الإنجليزية] لتهميمة أنام ويلات الحرب، والمواجهة مع الأصولية الدينية والتنافر الاجتماعي والسياسي المتداخل في البلد الذي مزقته الحرب. تقول صفحة الغلاف للكتاب:
تدور أحداث رواية المسلم الصالح [الإنجليزية] في بنغلاديش في وقت تتزايد فيه الأصولية الإسلامية، وهي قصة ملحمية عن الإيمان والأسرة والظل الطويل للحرب. تقدم تهميمة أنام، المؤلفة الحائزة على جائزة العصر الذهبي، صورة مؤثرة لأخت وأخ يكافحان الولاءات المتنافسة للحب والإيمان بينما يتعاملان مع ويلات الحرب الدائمة ويواجهان الجذور الحميمة للتطرف الديني. وعلى غرار شدة وإنسانية رواية ثريتي أومريجار «الفضاء بيننا» و«القطع من أجل الحجر» لأبراهام فيرجيسي و«ميراث الخسارة» لكيران ديساي، فإن رواية أنام «المنجزة والمشوقة»، على حد تعبير المؤلف بانكاج ميشرا، «تصف ليس فقط صخب حدث تاريخي عظيم، ولكن أيضًا النضالات الصغيرة ولكن البطولية للأفراد الذين يعيشون في ظل الثورة والحرب».
شهدت الفترة 1971–1975 تغيرات في الأدوار بين المحاربين القدامى بسبب توجهاتهم الجديدة تجاه السيناريوهات الاجتماعية والاقتصادية والسياسية. وكان سراج سيكدار واحداً من هؤلاء المحاربين الذين كانوا من المقاتلين في الخطوط الأمامية من أجل الحرية؛ إلا أنه اضطر إلى تغيير جمالياته السياسية حوالي عام 1973 وانغمس في النضال تحت مسمى «حزب البروليتاريا». وقد علق أنتوني ماسكارينهاس في كتابه «بنغلاديش: إرث من الدماء» (1986) أن شميم شيكدر، شقيقة سراج سيكدار، تلوم الحكومة على وفاته أثناء احتجازه لدى الشرطة في 3 يناير 1975.

#### الانهيار الاقتصادي
وقد أشار أوليفييه روبين في كتابه الديمقراطية والمجاعة إلى أن دولة الحزب الواحد تصبح حقيقة واقعة إذا ما اجتاحت المجاعة المجتمع الديمقراطي الهش. وأشار إلى المجاعة التي شهدتها بنغلاديش عام 1974 كحالة دراسية. فباعتبارها دولة مستقلة حديثًا، كان على بنغلاديش أن تشهد أزمة اقتصادية. وقد تسبب الفيضان الذي حدث في شهري يوليو وأغسطس عام 1974 في تفاقم الأزمة بشكل كبير. وبالتالي، فإن ندرة الغذاء والتوزيع غير السليم لبقايا الطعام تسببت في وفاة ما بين مليون ومليون ونصف المليون شخص في بنغلاديش. وقد أدى هذا إلى تساؤلات حول حكومة مجيب آنذاك. وقد أدت هذه الأجواء الحرجة إلى اغتيال والد الأمة وفقًا لدراسة الحالة التي أجراها أوليفييه روبين.

### الحوادث التي تنعكس في الأدب
وبعيداً عن أخبار وسائل الإعلام الإلكترونية والمطبوعة، فإن الروايات والشعر والفنون المسرحية ترسم صوراً مروعة للاغتيال.

#### الروايات
الجدران هي رواية للكاتب همايون أحمد تروي اغتيال والد الأمة. وهي الرواية الوحيدة التي تتخذ اغتيال شيخ مجيب الرحمن خلفية لها، وإن كانت الرواية قد أثارت بعض التناقضات حول التناقضات الواقعية في بعض الحالات، وفي النهاية أصدرت المحكمة حكمًا بمنع نشر الكتاب دون تصحيح.
يقول النقاد إن العقيد فاروق، قاتل بانجاباندو، ظهر في هذه الرواية على أنه شخص عظيم إلى حد ما. ومع ذلك، فإن الدكتور سيد منظور إسلام لديه رأي واضح مفاده أن همايون أحمد سمح له بقراءة مسودة الجدار. يقول الرأي:
بعد قراءة الكتاب، لم يبدو الأمر وكأن الأشرار قد تحولوا إلى عظماء. على العكس من ذلك، بعد قراءة الكتاب بأكمله، ولد في أذهاننا نوع من الاحترام الصادق والحب لبانجاباندو
قد يكون هذا القرار متناقضًا على الصعيد السياسي؛ لكنه يحمل إرث شيخ مجيب الرحمن الذي يشير إلى أن عملية القتل كانت لحظة بارزة في تاريخ بنغلاديش.

## في الثقافة الشعبية

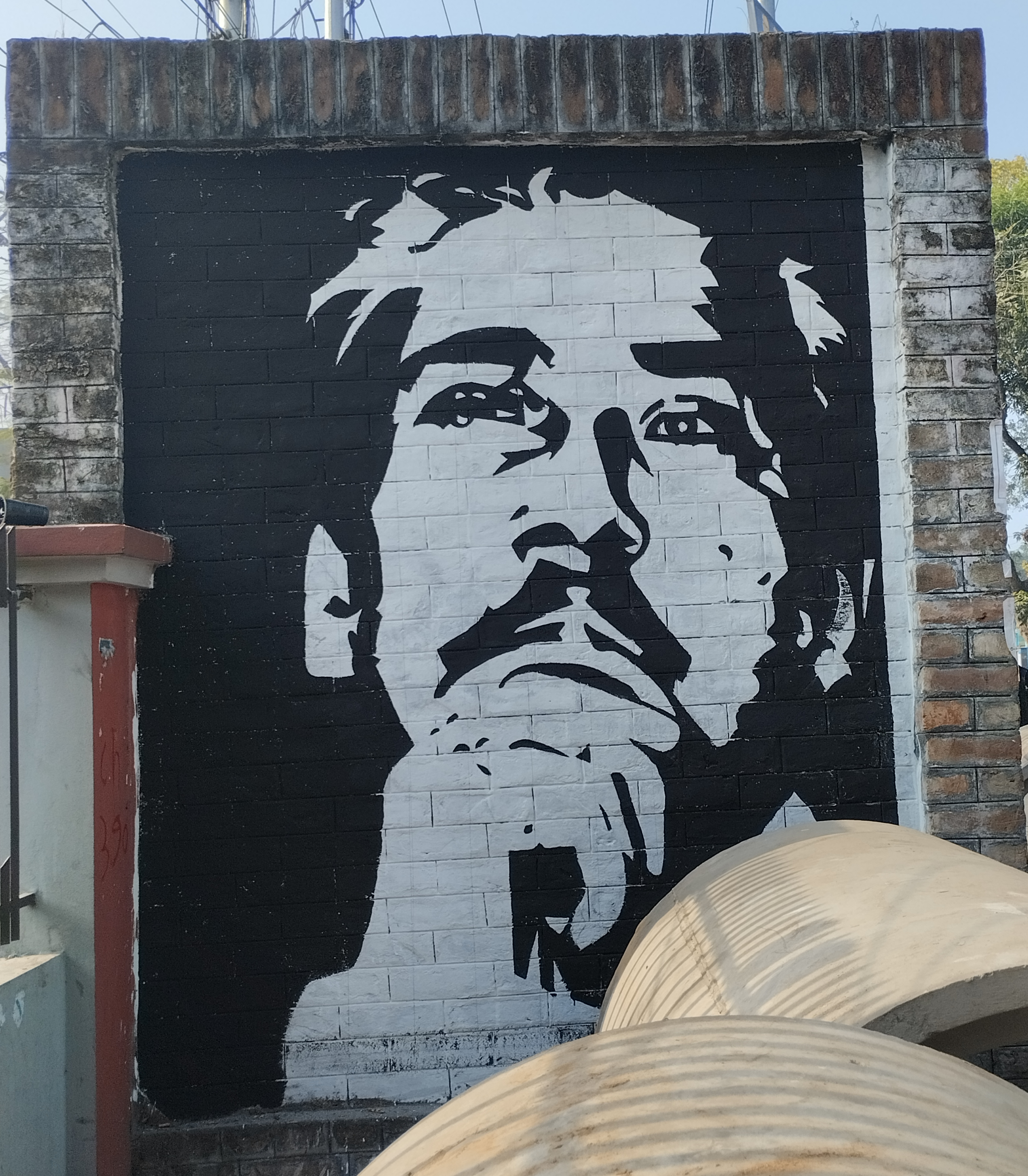
رسم جرافيتي في جامعة الزراعة في بنغلاديش

### الشِعر
كانت أول قطعة أدبية عن ذكرى اغتيال بانجاباندو عبارة عن مرثية. ويُقال إن شيخ عبد الحليم، إمام القرية في تونجيبارا، كان أول من ألف المرثية في ذكرى وفاة شيخ مجيب الرحمن. وكان هو الرجل الذي وضع الرجل المقتول في القبر وأجرى جميع طقوس الجنازة. وكتب في تأثر:
يا عظيمًا، يا من دُفِن لحمه ودمه وعظامه في هذا القبر
يا من أضاء نوره شبه القارة بأكملها، وخاصة بنغلاديش

إنني أكرس نفسي لقبرك، لك أنت الذي ترقد في هذا القبر.
لقد تفوق الشعر في العدد مقارنة بوسائل الإعلام الأدبية الأخرى في تسليط الضوء على عواقب الاغتيال في 15 أغسطس 1975 وما بعده من ارتباط باغتيال مؤسس الأمة. كان نيرماليندو جون وسيد شمس الحق وشمس الرحمن وماهاديف ساها شعراء بارزين أثارت أقلامهم القلق بشأن وفاة والد الأمة.
يقول خونداكار أشرف حسين، الذي يصف جون بأنه «الشاعر الأكثر سياسية بيننا»، إن الاغتيال أثر على جون بشكل عميق وكان نقطة تحول في شعره، الذي أصبح يتميز بـ«كراهية العالم». لم يستطع فهم سبب قبول مواطنيه للقتل. يصف حسين قراءة جون في حدث أكاديمية البنغالية لقصيدة «رثاء حسن»، التي كتبها بعد وفاة صديقه أبو الحسن في نوفمبر 1975، بأنها «أول احتجاج عام» ضد الاغتيال.
لقد أشار الشاعر نور الهدى بشكل مباشر إلى خسارة بنغلاديش للبلاد في 15 أغسطس 1975، حيث يقول في قصيدته الخامس عشر من أغسطس:
اليوم أصبح المكان فارغًا ومشتعلًا في كل مكان،
اليوم يشعر الجميع بالحزن الشديد،
في كل مكان في رادا، وفانجا، وهاريكيلا، وساماتاتا،

دع الأمطار الغزيرة تتساقط على صدور البنغاليين المصعوقة (ص 7)

من المرجح أن يكون شعراء غرب البنغال قد تأثروا بهذه الحوادث واضطروا إلى كتابة ملاحظات رثائية وكلمات رثاء لبانجاباندو. يأتي اسم الشاعر أنادا شانكار روي أولاً. يكتب الشاعر والمقال في قصيدته بانجاباندو أن
ما دامت أنهار بادما وجامونا و
غاوري وميجنا تجري،
فسيبقى مجدك باقيًا

بانجاباندو شيخ مجيب الرحمن.
كان شامسور رحمان يتمتع بضمير سياسي وتاريخي، وكان بوسعه أن يعكس ذلك في شعره. إن كيان بنغلاديش ونضالها ضد الطغيان واضح في أبياته. وقد غطى بانجاباندو مساحات كبيرة في كتاباته المتعلقة بحرب التحرير والاضطرابات السياسية وحتى الاغتيال الذي حدث في عام 1975. وتسلط القصائد التي أشار إليها الضوء على الخسارة والتوبة والألم والغضب تجاه الجناة الذين استولوا على تمثال الحرية لتخريبه:
«بنغلاديش سوابنا ديخي»، (أحلام بنغلاديش) «دينيا سي بوروش»، (الرجل الناجح)
«نام»، (اسم)
«بهسكار بوروش»، (رجل مستنير)
«تومار نام إيك بيب لاب»، (الثورة اسمك)
'سونار مورتير كاهيني، (تاريخ التمثال الذهبي)
ولم يتوقف الكاتب عند هذا الحد عند قطرات الدموع فقط، بل حلم بالانتقام لهذا. وهنا تكشف «أغنية إليكترا» (إلكترا جان) في قصيدة «سماء إيكاروس» (إيكراسر أكاش) (1982) عن دافع الانتقام مع التلميح إلى القصة الأسطورية لإلكترا التي كانت تنوي الانتقام لمقتل أبيها «أجاممنون»، فتكشف عن «حرارتي التي تحترق كزهرة الكركديه الحمراء بنار الانتقام» (64).

### الأفلام
بعد المذبحة التي وقعت في 15 أغسطس 1975؛ وقعت عدة انقلابات، وفي 3 نوفمبر 1975 كان مقتل الزعماء الوطنيين الأربعة أثناء الاحتجاز هو الثاني من حيث الأهمية. ومع ذلك، لم تتم كتابة سوى القليل من الأدبيات العظيمة في هذه الأوقات الصاخبة من تاريخ بنغلاديش. ومع ذلك، في أغسطس 1975، كان الفيلم الذي أخرجه سليم خان مساهمة لا تُنسى في حالة الفن المسرحي. يصور هذا الفيلم المواقف المظلمة السائدة بعد اغتيال رحمن.
يصور الفيلم التلفزيوني لعام 2007، بالاشي ثيكي دانموندي (من بالاشي إلى دانموندي)، المؤامرة وراء اغتيال مجيب وعائلته، ويقارنها بهزيمة نواب سراج الدولة في معركة بلاسي عام 1757 والمؤامرة وراء وفاته.
فيلم 570 لعام 2024، يصور الجدول الزمني الممتد لـ36 ساعة من الاغتيال حتى دفن مجيب.

### الأغاني
الأغنية التي تخلق جاذبية أبدية هي «جودي رات بوهالي شونا جيتو» (إذا طلع الفجر قامت القيامة). 
إذا ما نشر الفجر قيامة
بانجاباندو،
إذا ما امتلأت الطرق السريعة بالمواكب
«نريد حريته»؛
لربما كان العالم ليحظى بزعيم عظيم
ولربما كان البنغاليون ليحصلوا على والدهم.
لم ينحن الرجل قط مثل الجبان،
أمام الطغاة والمجرمين،
بل انتزع حريتنا
من براثن المحتلين الأشرار.
لا أحد أعظم من البنغاليين
حتى يتكرر التاريخ يومًا ما،
لن تتمكن أبدًا من إخفاء الحقيقة

التي ستظهر من الزيف.
حسن ماتيور رحمان هو مؤلف الأغاني، ومولوي كومار جانجولي هو ملحن الموسيقى ومغني هذه الأغنية. في عام 1990، كتب ماتيور رحمان هذه الأغنية وقام مولوي كومار، مغني مركز سوادين بانغلا بيتار، بتأليف الموسيقى. وقد ذكر أنه استغرق 15 دقيقة لجعلها أغنية. تم تسجيل هذه الأغنية لأول مرة في شركة إنتاج حسن ماتيور رحمان في عام 1991 للحملة الانتخابية لرابطة عوامي البنغلاديشية. تم غناء هذه الأغنية بواسطة سابينا ياسمين في عام 1997 وقام فريد أحمد بترتيب الموسيقى لهذه النسخة الجديدة.

## للقراءة الإضافية
- Dasgupta، Sukharanjan (1978). Midnight Massacre in Dacca. New Delhi: Vikas. ISBN:0-7069-0692-6.

## وصلات خارجية
- "The footage taken after the assassination" على يوتيوب
- "Coverage of the assassination on US media" على يوتيوب